# Motivi geometrici islamici

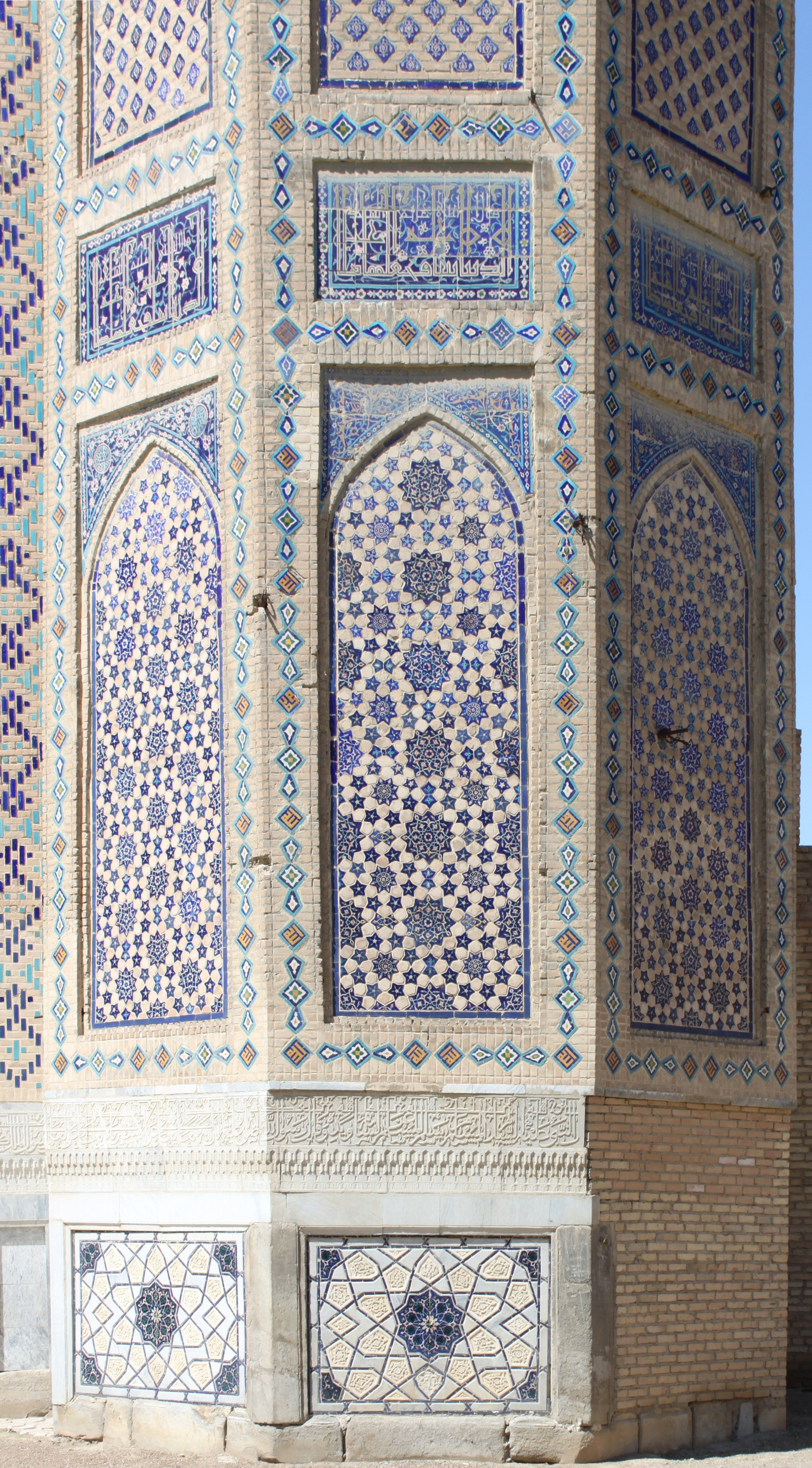
Particolare dello zoccolo del minareto della moschea Bibi Khanum a Samarcanda, in Uzbekistan. I pannelli verticali ad arco sono decorati con diversi modelli geometrici e con stelle a 10, 8 e 5 punte.

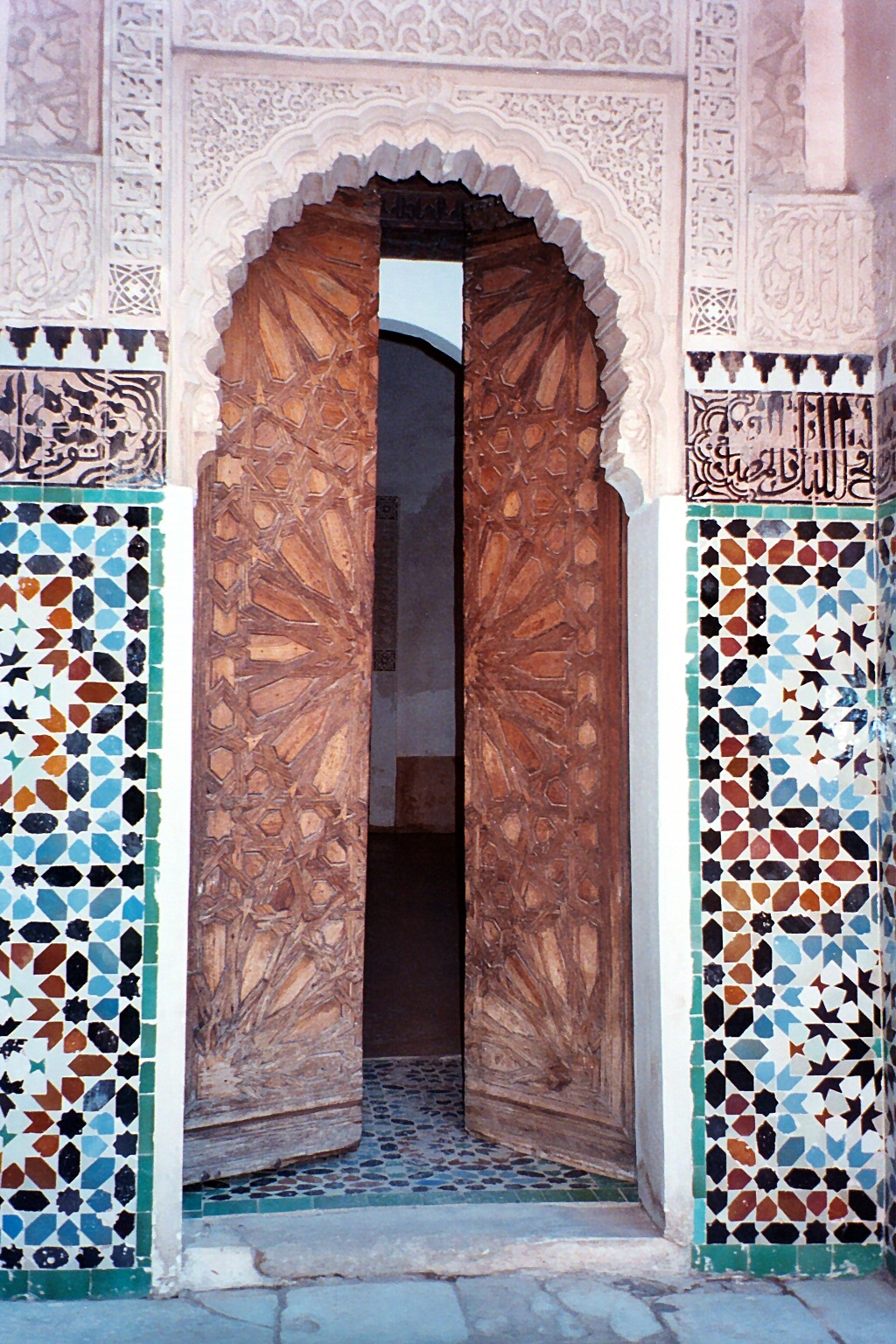
Una porta della Madrasa di Ben Youssef a Marrakech. Le porte in legno sono scolpite con un modello di girih con stelle a 16 punte. L'arco è circondato da arabeschi; su entrambi i lati vi è una banda di calligrafia islamica, colorata con piastrelle zellige geometriche con stelle a 8 punte.

I motivi geometrici islamici si sono sviluppati particolarmente dato che l'arte islamica tende a evitare l'uso di immagini figurative.
Sono costituiti spesso da disegni geometrici su combinazioni di quadrati e cerchi ripetuti, che possono essere sovrapposti e intrecciati, così come gli arabeschi (con cui sono spesso combinati), per formare modelli intricati e complessi, tra cui una vasta gamma di tassellazioni. Questi possono costituire l'intera decorazione, possono formare un quadro per abbellimenti floreali o calligrafici, o possono ritrarsi in secondo piano intorno ad altri motivi. La complessità e la varietà dei modelli utilizzati si sono evoluti da semplici stelle e losanghe nel IX secolo, attraverso una varietà di modelli da 6 fino a 13 punte nel XIII secolo, per giungere anche a stelle a 14 e 16 punte nel XVI secolo.
I motivi geometrici si esplicitano in una varietà di forme nell'arte islamica e nell'architettura tra cui i tappeti kilim, i girih persiani e le piastrelle zellige marocchine, le decorazioni muqarnas, gli schermi di pietra Jali, le ceramiche, il cuoio, il vetro colorato, il legno e il metallo.
L'interesse per i modelli geometrici islamici è in aumento in Occidente, sia tra artigiani che tra artisti, fra cui M.C. Escher nel ventesimo secolo, e tra i matematici e i fisici, fra i quali Peter J. Lu e Paul Steinhardt, che hanno sostenuto nel 2007 la controversa idea che la piastrellatura del santuario Darb-e Imam di Isfahan potrebbe generare dei modelli quasi-periodici come le tassellature di Penrose.

## Caratteristiche

### Decorazione islamica
L'arte islamica evita per lo più immagini figurative per evitare che diventino oggetto di culto. I motivi geometrici islamici derivano da modelli più semplici utilizzati nelle culture precedenti: greca, romana, e sasanide. Si tratta di una delle tre forme di decorazione islamica, gli altri sono l'arabesco basato sulla curvatura e la ramificazione di forme vegetali, e la calligrafia islamica; tutti e tre sono spesso utilizzati insieme. I disegni geometrici e gli arabeschi sono forme con motivi di intreccio islamico.

### Scopo
Keith Critchlow sostiene che i modelli islamici siano stati creati per portare lo spettatore ad una comprensione della realtà sottostante, invece di essere mera decorazione. David Wade afferma che "Gran parte dell'arte dell'Islam, sia in architettura, ceramiche, tessuti o libri, è l'arte della decorazione - vale a dire, di trasformazione." Wade sostiene che l'obiettivo è quello di trasfigurare, trasformando le moschee "in leggerezza e modello", mentre "le pagine decorate di un Corano possono diventare finestre sull'infinito." Contro di ciò, Doris Behrens-Abouseif afferma nel suo libro Beauty in Arabic Culture che una "grande differenza" tra il pensiero filosofico dell'Europa medievale e il mondo islamico è esattamente che i concetti del bene e del bello sono separati nella cultura araba. Egli sostiene che la bellezza, sia in poesia che nelle arti visive, sia goduta come "fine a se stessa, senza l'impiego di criteri religiosi o morali".

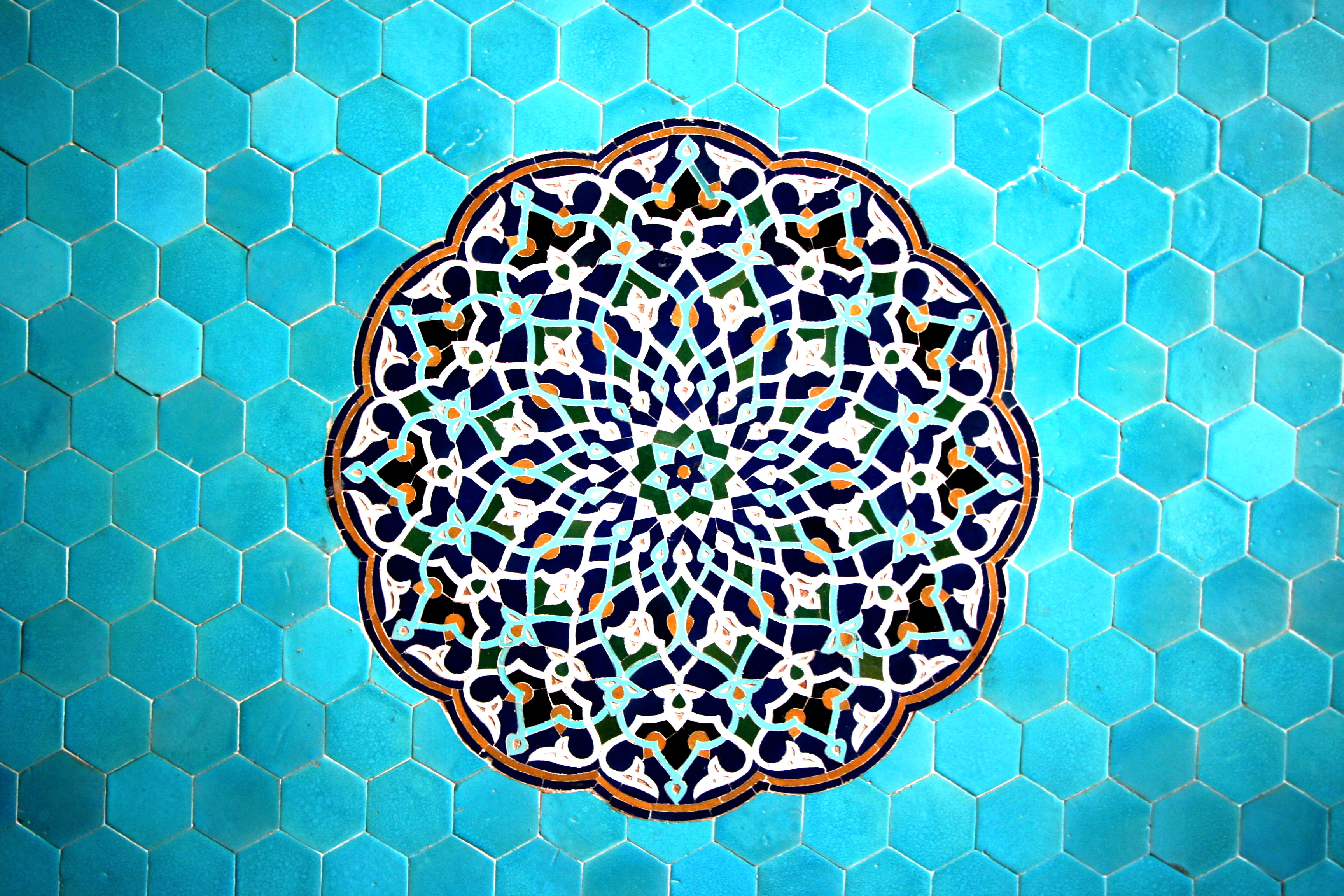
Piastrelle all'interno della Moschea del Venerdì di Yazd, Iran, con motivi geometrici e vegetali
Madrasa Bou Inania a Fès in Marocco, originariamente del 1350 ca, con motivi geometrici e calligrafia in stucco (zellige e semplici piastrelle successive)
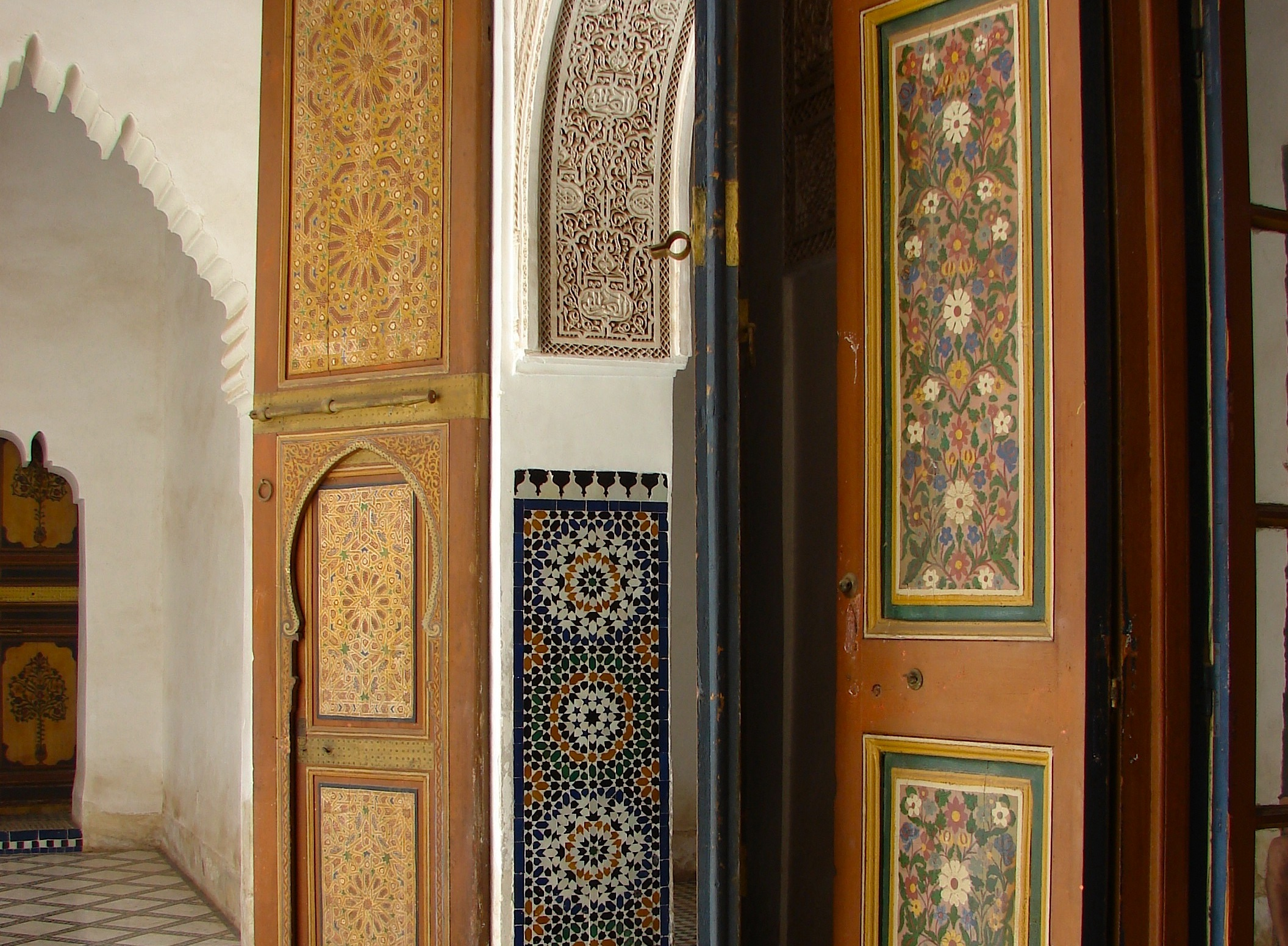
Una varietà di stili vernacolari decorativi islamici in Marocco: pannelli di legno simil-girih, piastrelle zellige, stucchi, calligrafia e pannelli su porta floreali
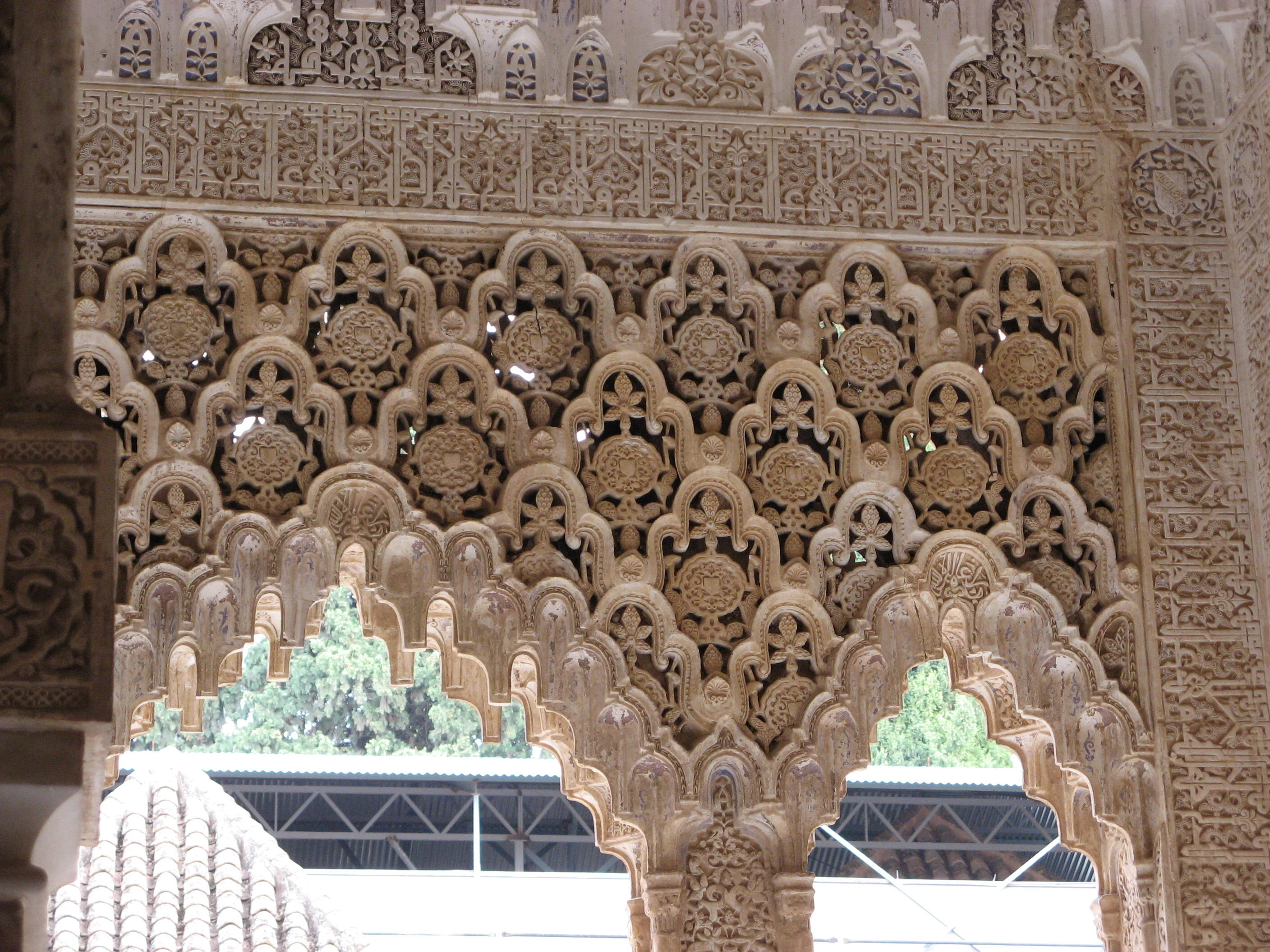
Arco nell'Alhambra con stalattite Mocárabe
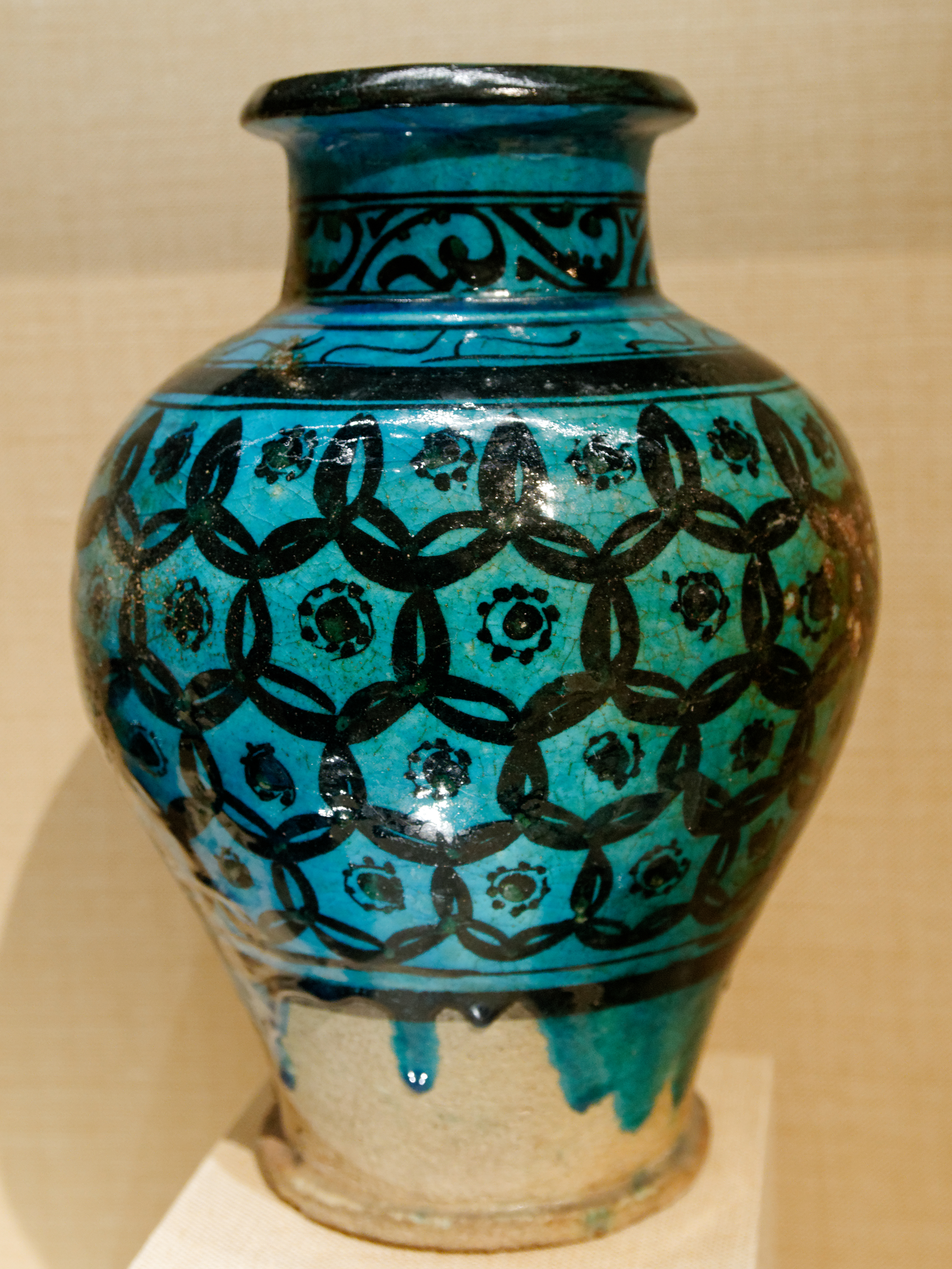
Ayyubide Raqqa vaso smaltato in gres con cerchi sovrapposti con modello di griglia. Siria, XII-XIII secolo
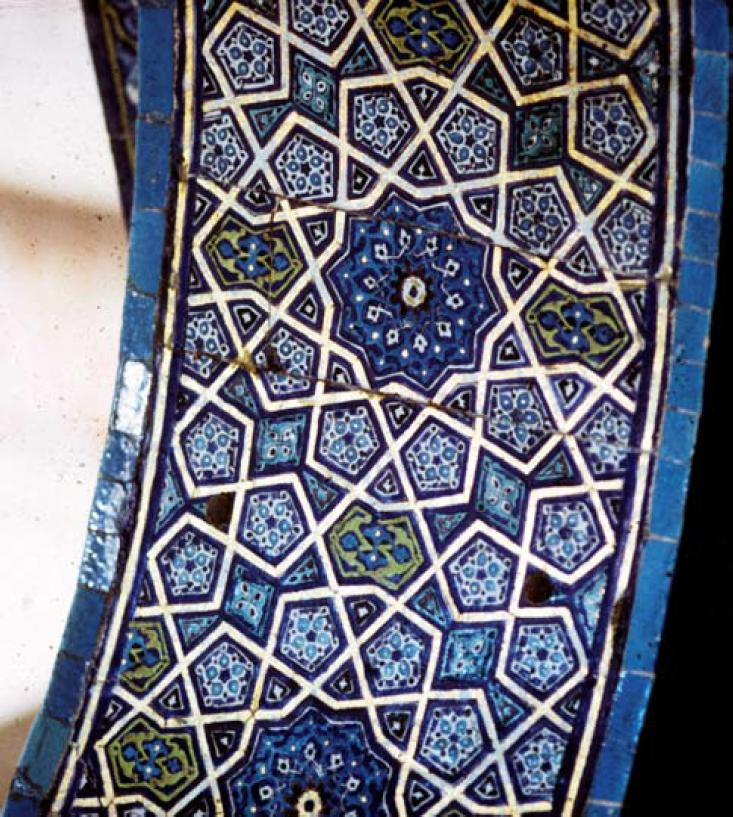
Un arco della moschea verde ottomana di Bursa in Turchia (1424), con girih di stelle a 10 punte e pentagoni

## Formazione del motivo

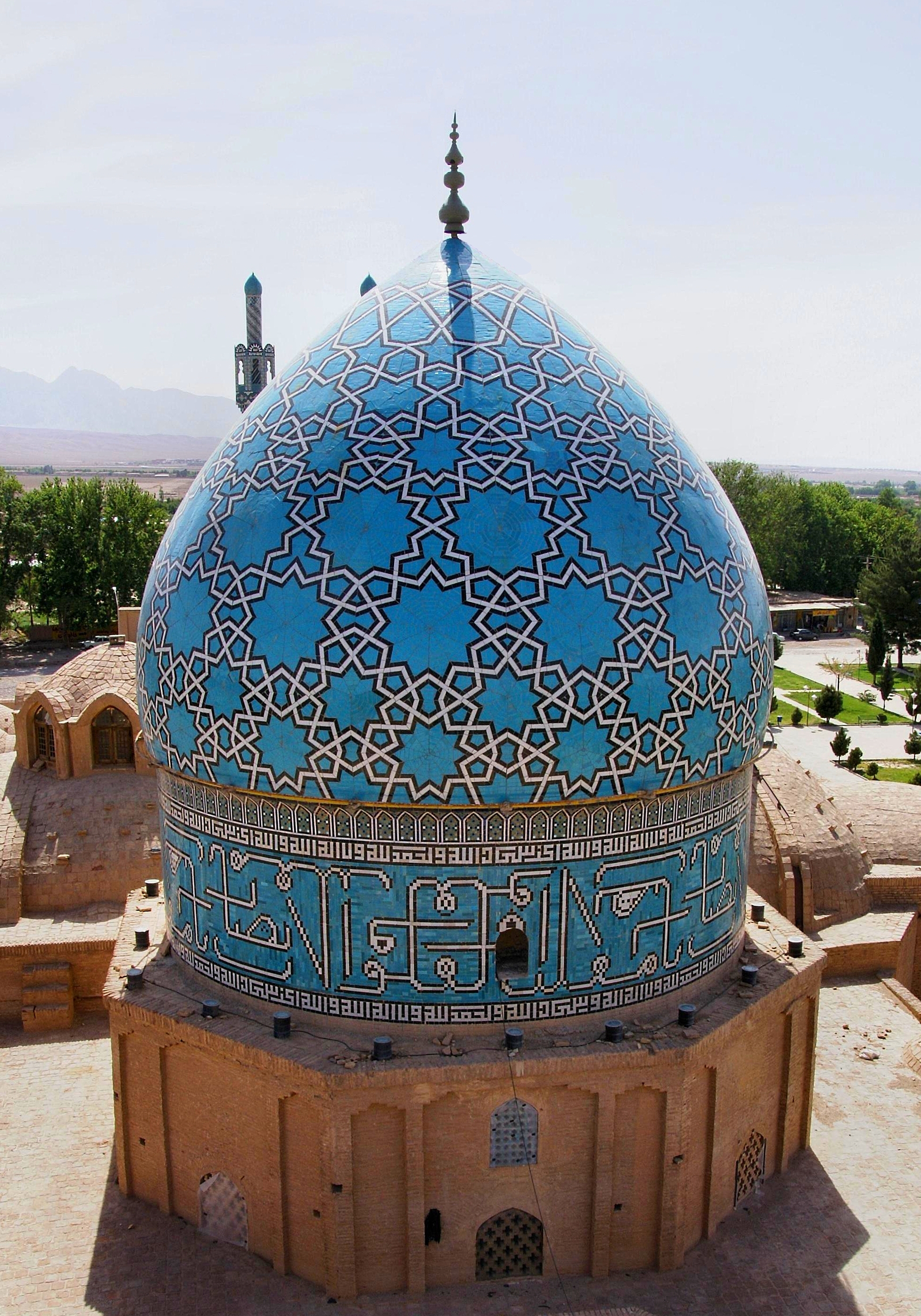
Il Santuario dello Scià Nematollah Vali a Mahan, Iran. Il girih blu della cupola contiene delle stelle con, 5, 7, 9, 12, 11, 9 e 10 punte. Stelle con 11 punte sono rare in arte islamica.

Molti disegni islamici sono costruiti su quadrati e cerchi, in genere ripetuti, sovrapposti e intrecciati a formare modelli complicati e/o complessi. Un motivo ricorrente è la stella a 8 punte, ricorrente nella piastrellatura islamica; essa è composta da due quadrati, uno ruotato di 45° rispetto all'altra. La quarta forma di base è il poligono, compresi i pentagoni e gli ottagoni. Tutti questi possono essere combinati e rielaborati per formare disegni complessi con una varietà di simmetrie tra cui riflessioni e rotazioni. Tali modelli possono essere visti come tassellature matematiche, che possono estendersi indefinitamente e suggerire così l'infinito . Essi sono costruiti su griglie che richiedono solo un righello e compasso per essere disegnati. L'artista ed educatore Roman Verostko sostiene che tali costruzioni siano effetti di algoritmi, rendendo i motivi geometrici islamici precursori dell'arte moderna algoritmica.
Il cerchio simboleggia l'unità e la diversità in natura, e molti modelli islamici sono disegnati a partire da un cerchio. Per esempio, la decorazione della moschea XV secolo a Yazd, Iran si basa su un cerchio, diviso in sei per sei cerchi disegnati attorno ad esso, il tutto toccando il centro e ogni contatto con i suoi due centri vicini per formare un esagono regolare. Su questa base è costruita una stella a sei punte, circondata da sei esagoni irregolari piccoli per formare un modello a stella tessellata. Tutto ciò forma un disegno di base che viene delineato in bianco sulla parete della moschea. Tale disegno, tuttavia, viene sovrapposto da un traforo che interseca il blu intorno alle piastrelle con altri colori, formando un modello elaborato che nasconde parzialmente il disegno originale e sottostante. Un disegno simile forma il logo del Muhammad Ali Research Center.
Uno dei primi studiosi occidentali dei moduli islamici, Ernest Hanbury Hankin, ha definito come un "arabesco geometrico" un modello formato "con l'aiuto di linee di costruzione costituite da poligoni a contatto." Egli ha osservato che molte delle diverse combinazioni di poligoni possono essere usati fino a quando gli spazi residui tra i poligoni siano ragionevolmente simmetrici. Ad esempio, una griglia di ottagoni in contatto ha superfici (dello stesso lato come ottagoni) come spazi residuali. Ogni ottagono è la base per una stella a otto punte, come si è visto alla tomba di Akbar (1605-1613). Hankin considera "l'abilità degli artisti arabi a scoprire opportune combinazioni di poligoni... quasi stupefacente." Egli inoltre ricorda che, se si verifica una stella in un angolo, viene mostrato esattamente un quarto di essa; se lungo un bordo, viene mostrata esattamente a metà.
Il rotolo Topkapı, realizzato durante la dinastia Timuride in Iran alla fine del XV secolo o all'inizio del XVI secolo, contiene 114 modelli tra cui disegni colorati per tassellature girih e quarti a muqarnas o le semicupole.

Le proprietà matematiche delle piastrelle decorative e i motivi a stucco del Palazzo dell'Alhambra di Granada, in Spagna sono stati ampiamente studiati. Alcuni autori hanno sostenuto secondo motivazioni discutibili di aver trovato tali principi nella maggior parte dei 17 gruppi di decorazioni a parete. La lavorazione in legno geometrica Marocchina dal XIV al XIX secolo si avvale di soli 5 gruppi di decorazione a parete, e si sostiene che il metodo "Hasba" di costruzione può però generare tutti i 17 gruppi.

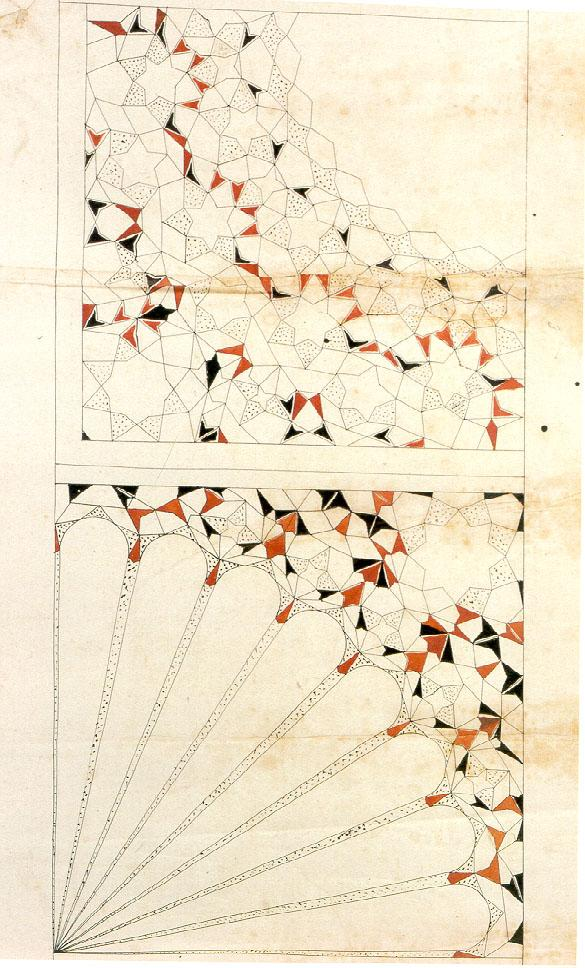
Disegni bidimensionali per due semi-muqarnas - come una conchiglia (in alto), come un ventilatore (in basso). Topkapi Scroll, XV secolo
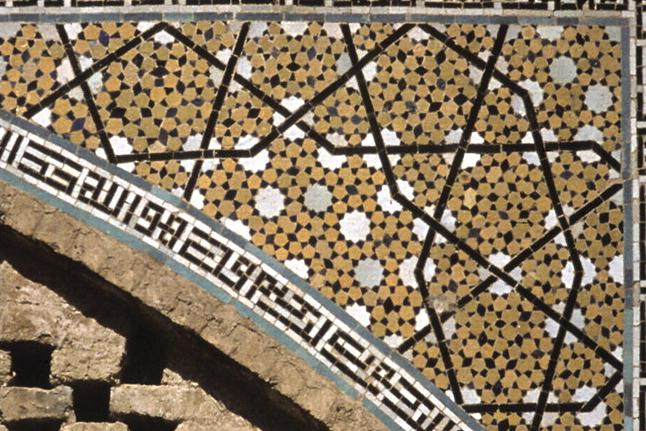
Piastrelle girih nel modello decagonale su un pennacchio del santuario Darb-e Imam
Costruzione del modello girih a pennacchio (linea gialla) a Darb-i Imam. Costruzione di ottagoni blu e fiocchi rossi.
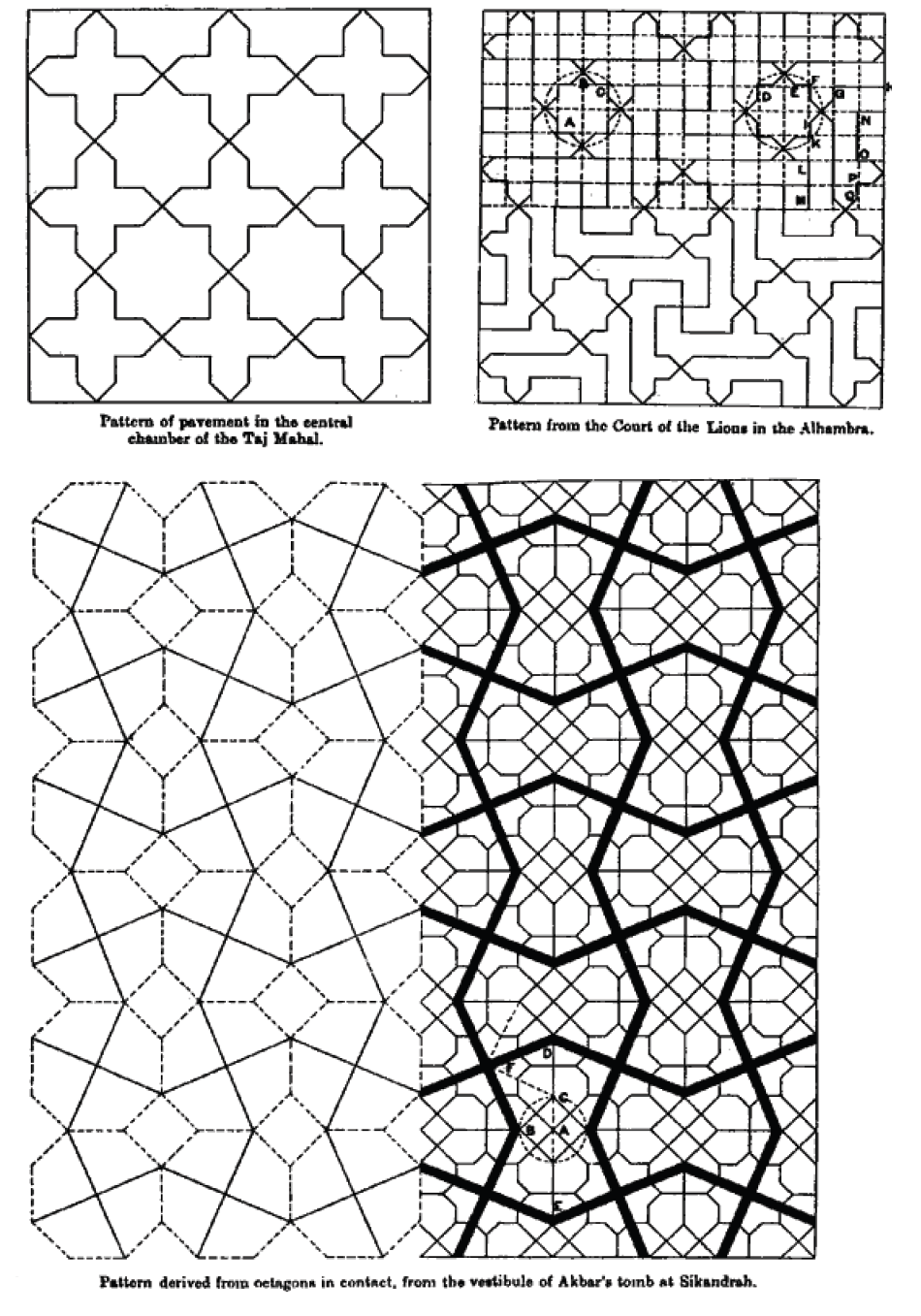
Analisi dei modelli ottagonali dell'architettura di Mughal di Ernest Hanbury Hankin, 1925. Stelle a 8 punte emergergono (in basso a destra), dove passano pesanti linee nere.
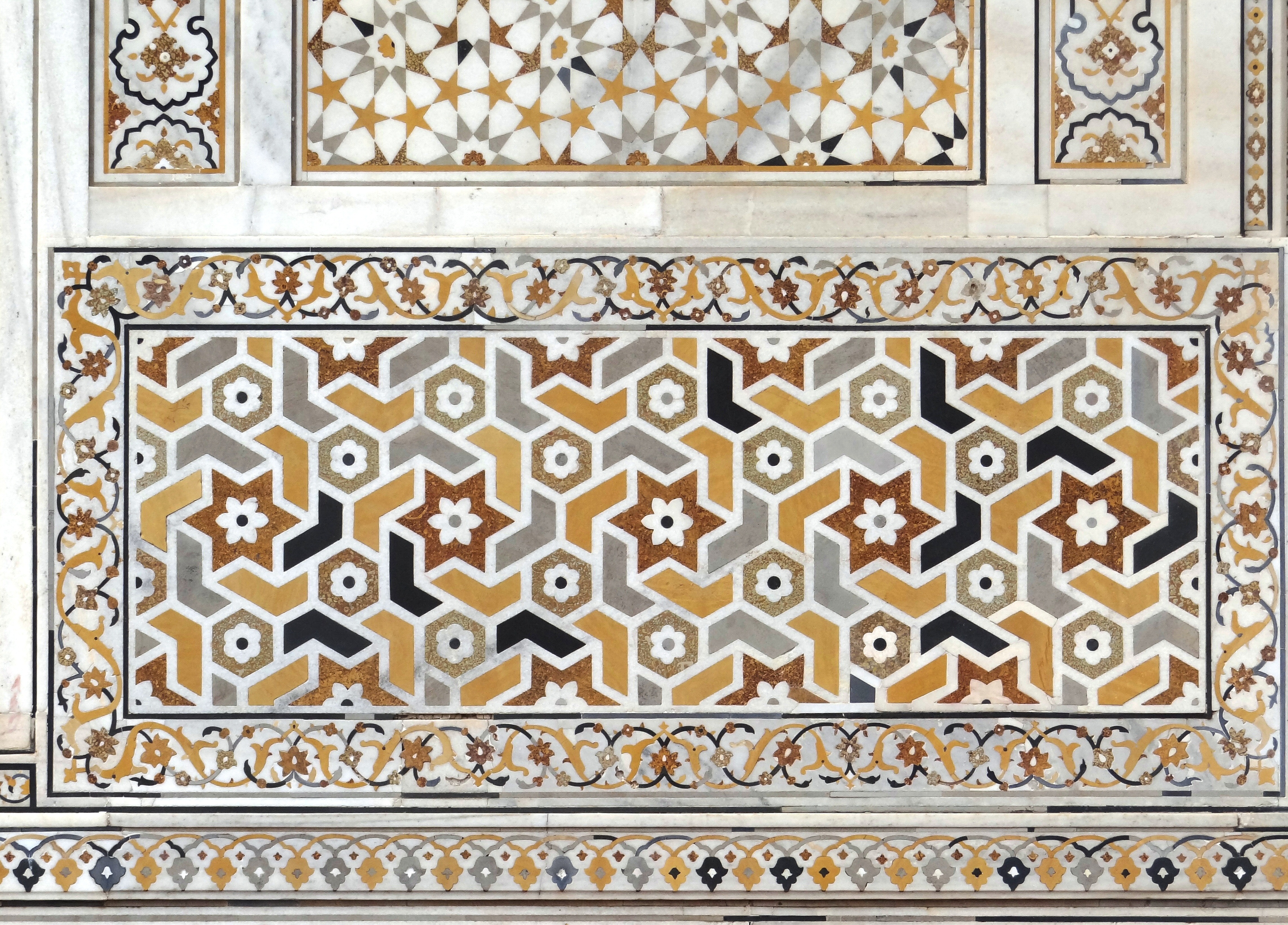
Decorazione della Tomba di I'timad-ud-Daulah ad Agra, mostra il corretto trattamento dei lati e gli angoli. Un quarto di ogni stella a 6 punte è mostrato in ogni angolo; stelle a metà lungo i lati.
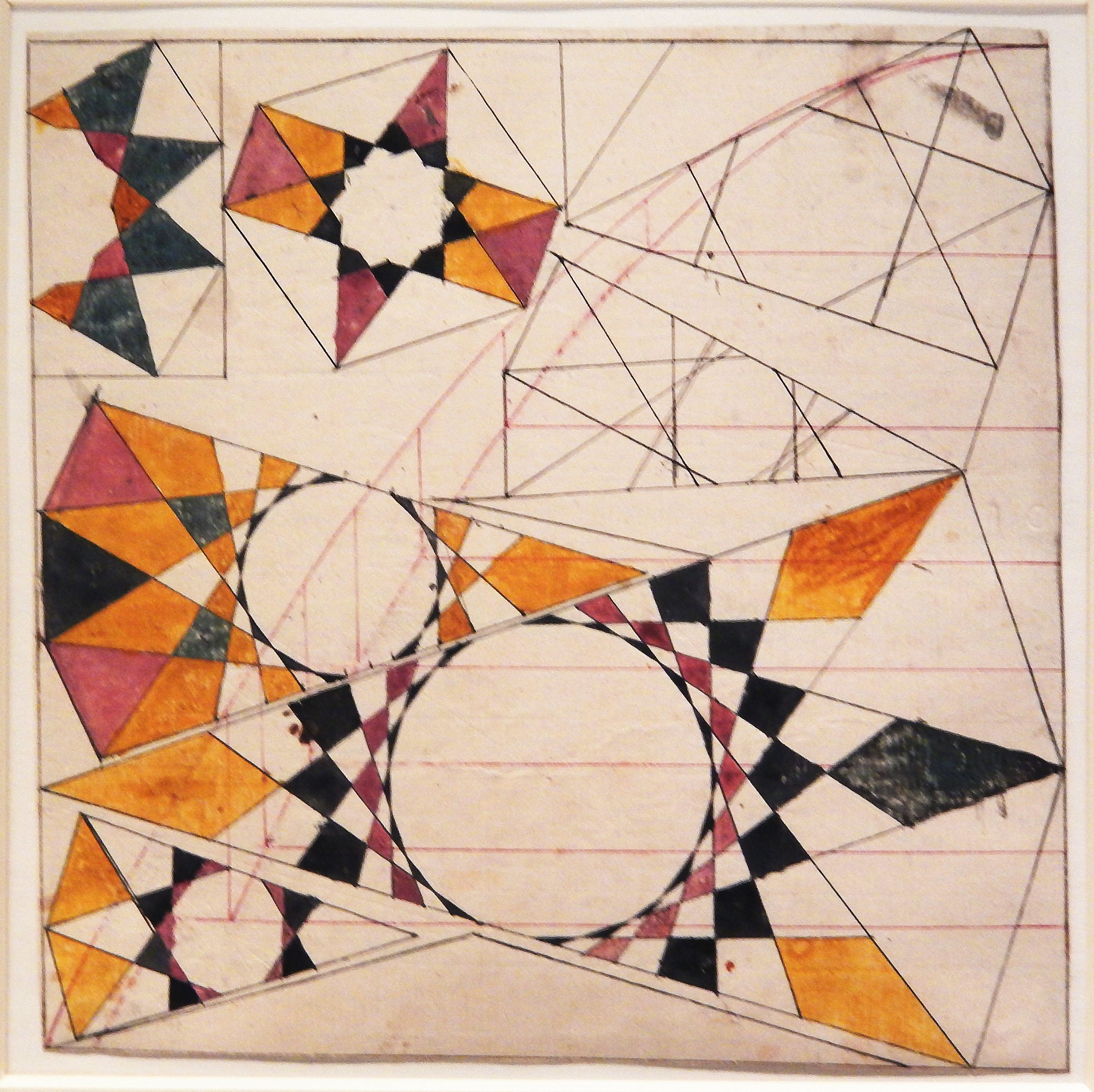
Disegno architettonico per volte in mattoni, Iran, probabilmente Teheran, 1800-1870

## Evoluzione

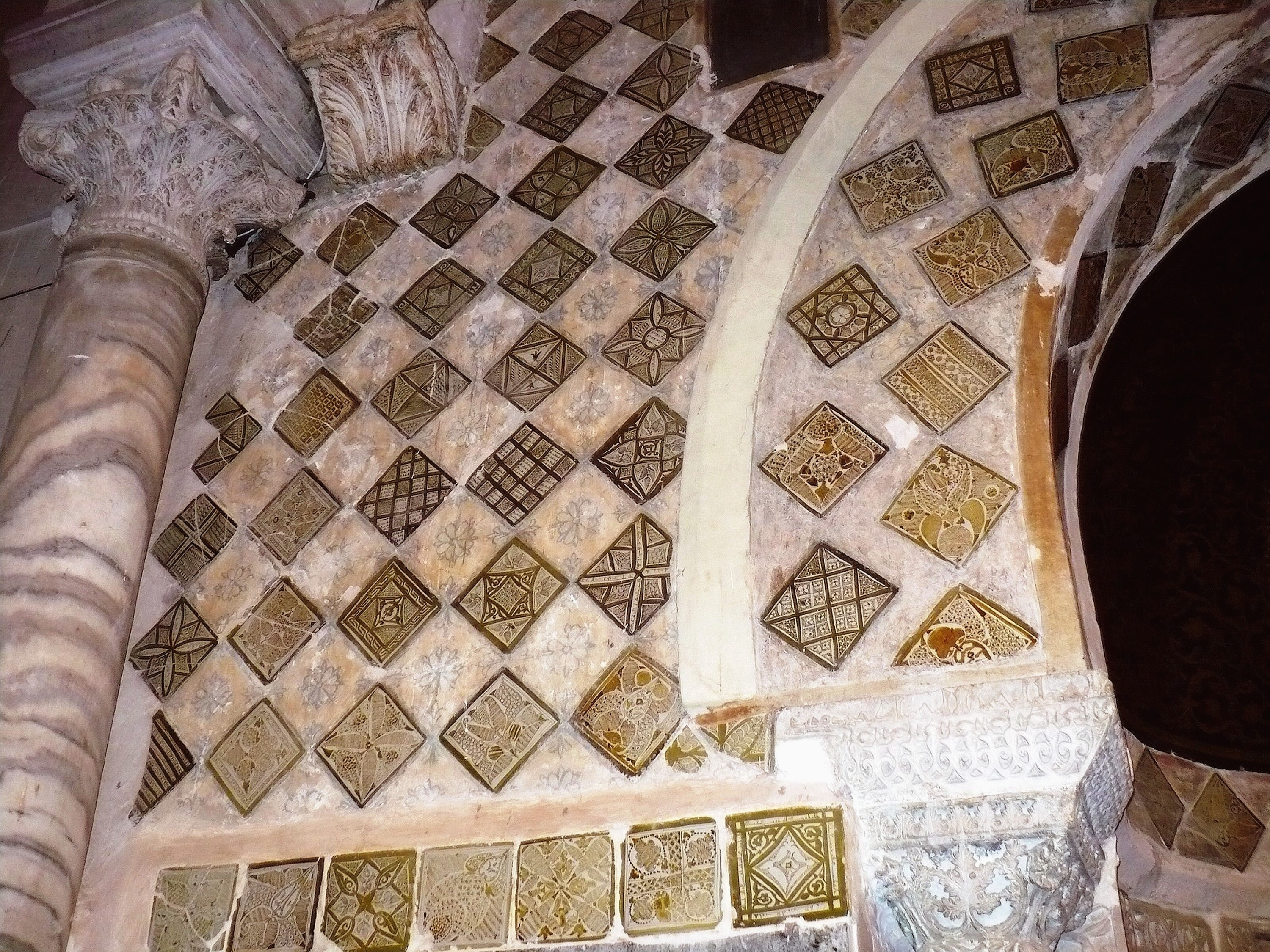
Fase iniziale: semplici motivi geometrici sulle mattonelle nella Grande moschea di Qayrawan, Tunisia.

### La fase iniziale
Nelle prime forme geometriche dell'arte islamica sono state occasionalmente isolate delle forme come quelle di stelle a 8 punte e losanghe contenenti superfici. Alcuni si trovano nella Grande moschea di Qayrawan, in Tunisia, e da allora si sono diffuse in tutto il mondo islamico.

### La fase centrale

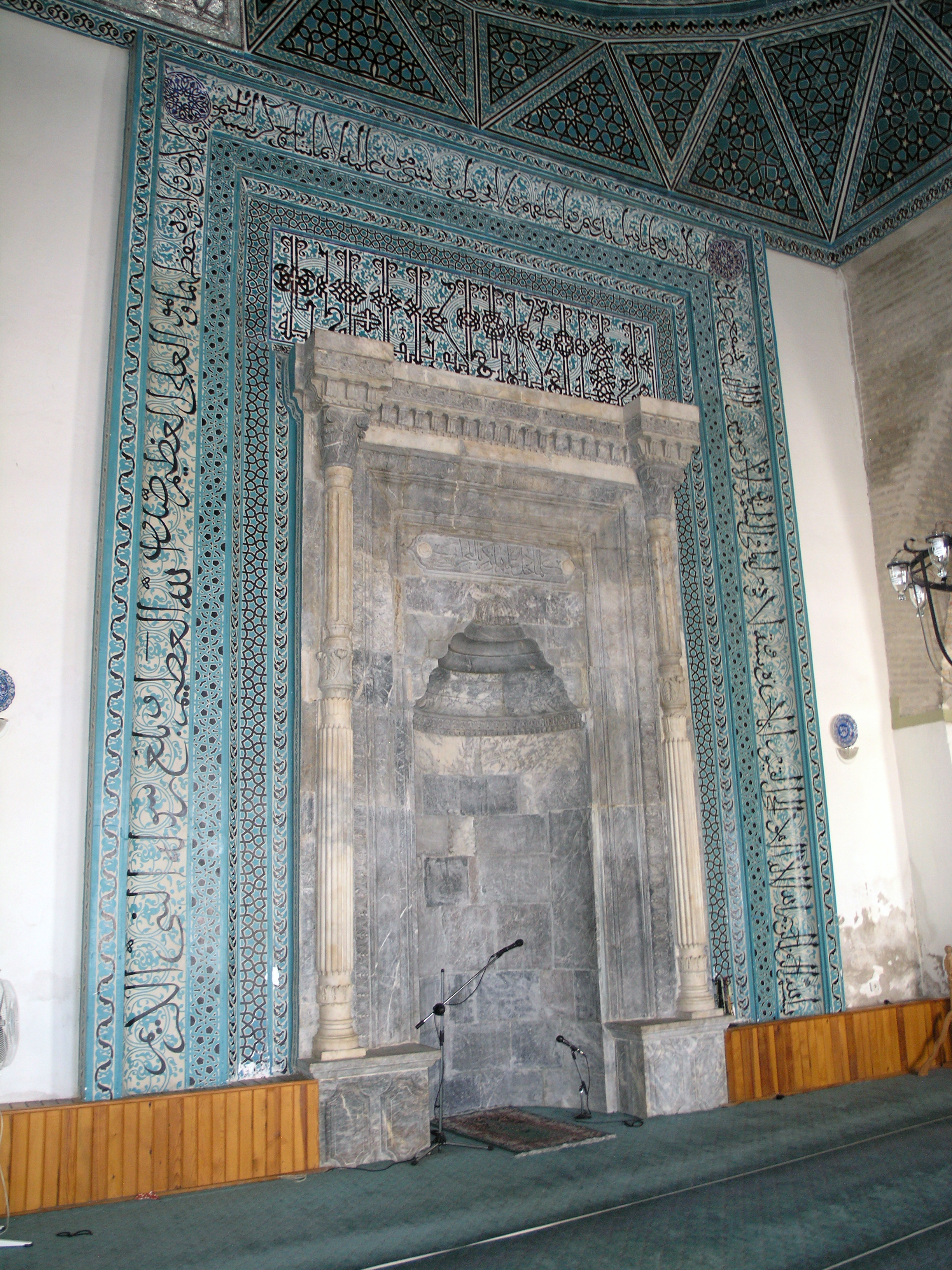
Modelli a fase centrale con confini geometrici intorno ad un miḥrāb nella Moschea Alaeddin, Konya, Turchia.

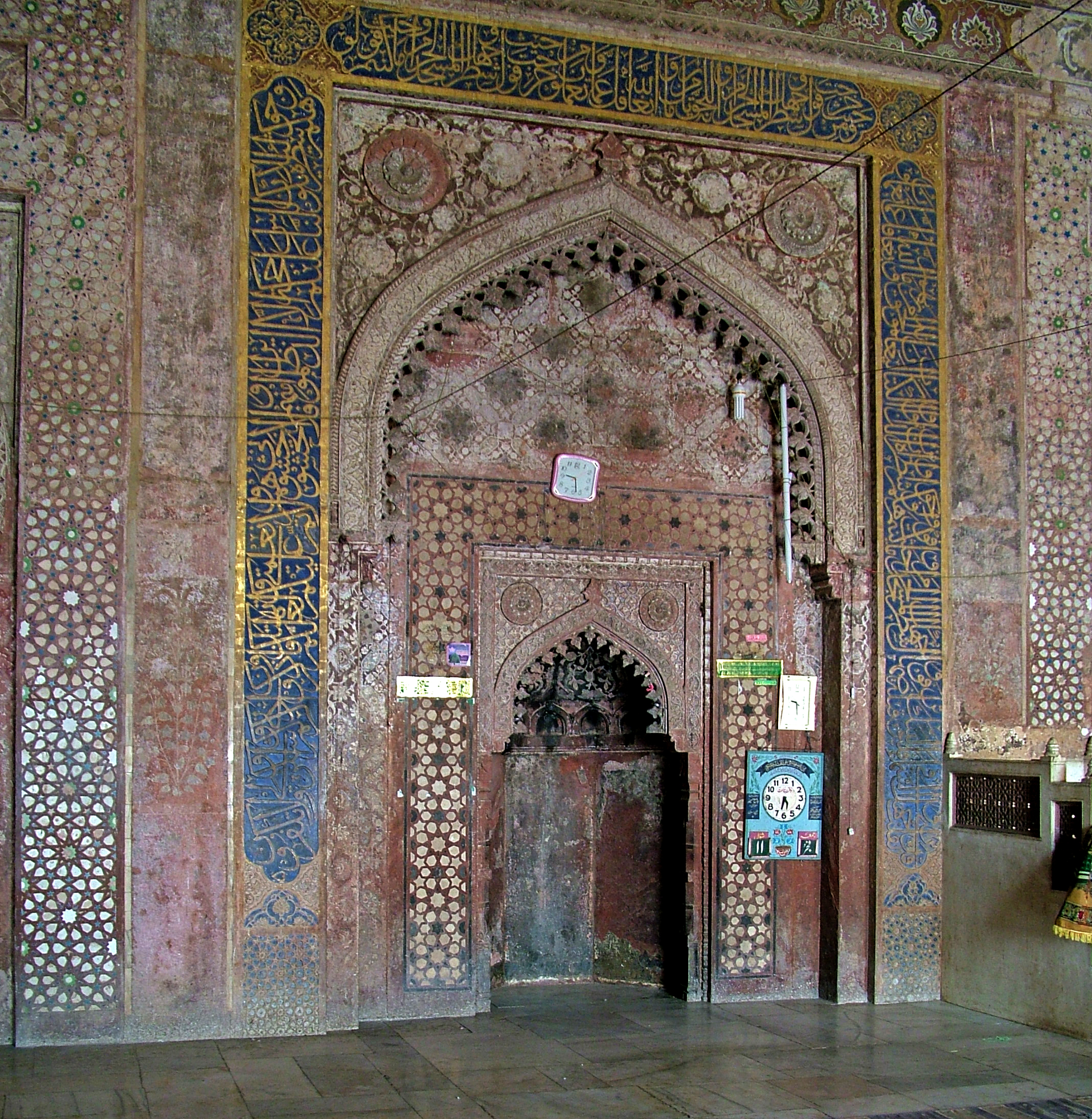
Fase avanzata: motivi geometrici, vegetali e calligrafici in tutto il miḥrāb al Jama Masjid, Fatehpur Sikri.

Lo sviluppo successivo, che segna la fase centrale nell'utilizzo del disegno geometrico islamico, era di stelle a 6 e 8 punte, che appaiono nel numero di 879 alla Moschea di Ibn Tulun de Il Cairo e che poi si è diffusa.
Una più ampia varietà di modelli sono stati utilizzati dall'XI secolo. Forme astratte di 6 e 8 punte appaiono nella Torre di Kharaqan a Qazvin, in Persia nel 1067, e la moschea di Al-Juyushi, in Egitto nel 1085, ancora una volta diventando diffuse da lì, anche se i modelli a 6 punte sono rari in Turchia.
Nel 1086, modelli girih a 7 e 10 punte (con ottagoni, stelle a 5 e 6 punte, triangoli ed esagoni irregolari) compaiono nella Moschea del Venerdì a Isfahan. Girih a 10 punte si diffusero nel mondo islamico, fatta eccezione per gli spagnoli di Al-Andalus. Poco dopo, si diffondono modelli girih di 9, 11, e 13 punte utilizzati nella Moschea Barsian, in Persia, nel 1098; questi, come i motivi geometrici a 7 punte, sono raramente utilizzati al di fuori della Persia e dell'Asia centrale.
Infine, ciò che segna la fine della fase centrale sono i modelli girih a rosetta di 8 e 12 punte che appaiono nella Moschea Alaeddin a Konya, in Turchia nel 1220, e nel palazzo abbaside di Baghdad nel 1230, andando a diffondersi in tutto il mondo islamico.

### La fase avanzata
L'inizio della fase tarda è caratterizzata dall'uso di modelli a 16 punte al mausoleo Hasan Sadaqah al Cairo nel 1321, e nell'Alhambra in Spagna nel 1338-1390. Questi modelli si trovano raramente fuori di queste due regioni. I più elaborati combinano motivi geometrici a 16 punte che si trovano nel complesso del sultano Hasan al Cairo del 1363, ma raramente altrove. Infine, i modelli a 14 punte appaiono nel Jama Masjid a Fatehpur Sikri in India nel 1571-1596 e in pochi altri posti.

## Forme d'arte
Diverse forme d'arte in diverse parti del mondo islamico fanno uso di modelli geometrici. Questi includono la ceramica, i girih, i jali, i tappeti kilim, la pelle, i manufatti in metallo,
muqarnas, le vetrate shakaba, i lavori in legno, e le piastrelle zellige.

### Ceramiche

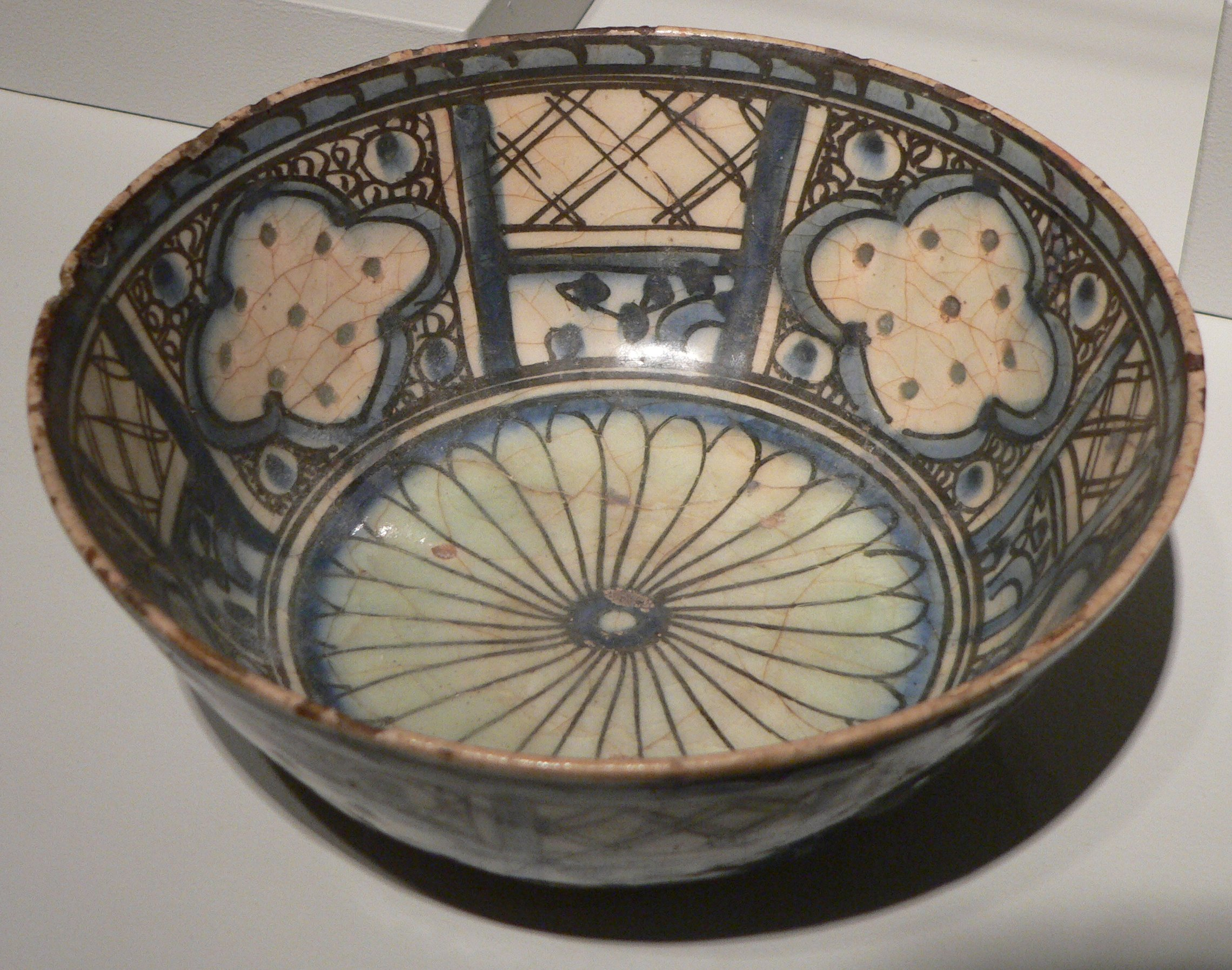
Ciotola safavide con motivi radiali e circolari, Persia, XVII secolo

Le ceramiche si prestano perfettamente sia per i motivi circolari, radiali e tangenziali. Bocce o piastre possono essere decorate dentro o fuori con strisce radiali; queste possono essere parzialmente figurative e rappresentare foglie stilizzate o petali di fiori, mentre le bande circolari possono correre lungo una ciotola o una brocca. Modelli di questo tipo sono stati impiegati su ceramica islamica del periodo ayyubide del XIII secolo. Radialmente con fiori simmetrici a 6 petali si prestano a disegni geometrici sempre più stilizzati che possono combinare la semplicità geometrica con motivi naturalistici riconoscibili utilizzando smalti dai colori vivaci, e una composizione radiale che si adatta idealmente alle stoviglie circolari. Nei vasi spesso si scelgono modelli adatti alla forma del recipiente. Così un pallone di terracotta non smaltata da Aleppo a forma di un cerchio verticale (con manici e collo sopra) è decorato con un anello di intrecciatura modellato intorno a una scritta in arabo con un piccolo fiore a 8 petali al centro.

### Piastrelle girih e manufatti in legno

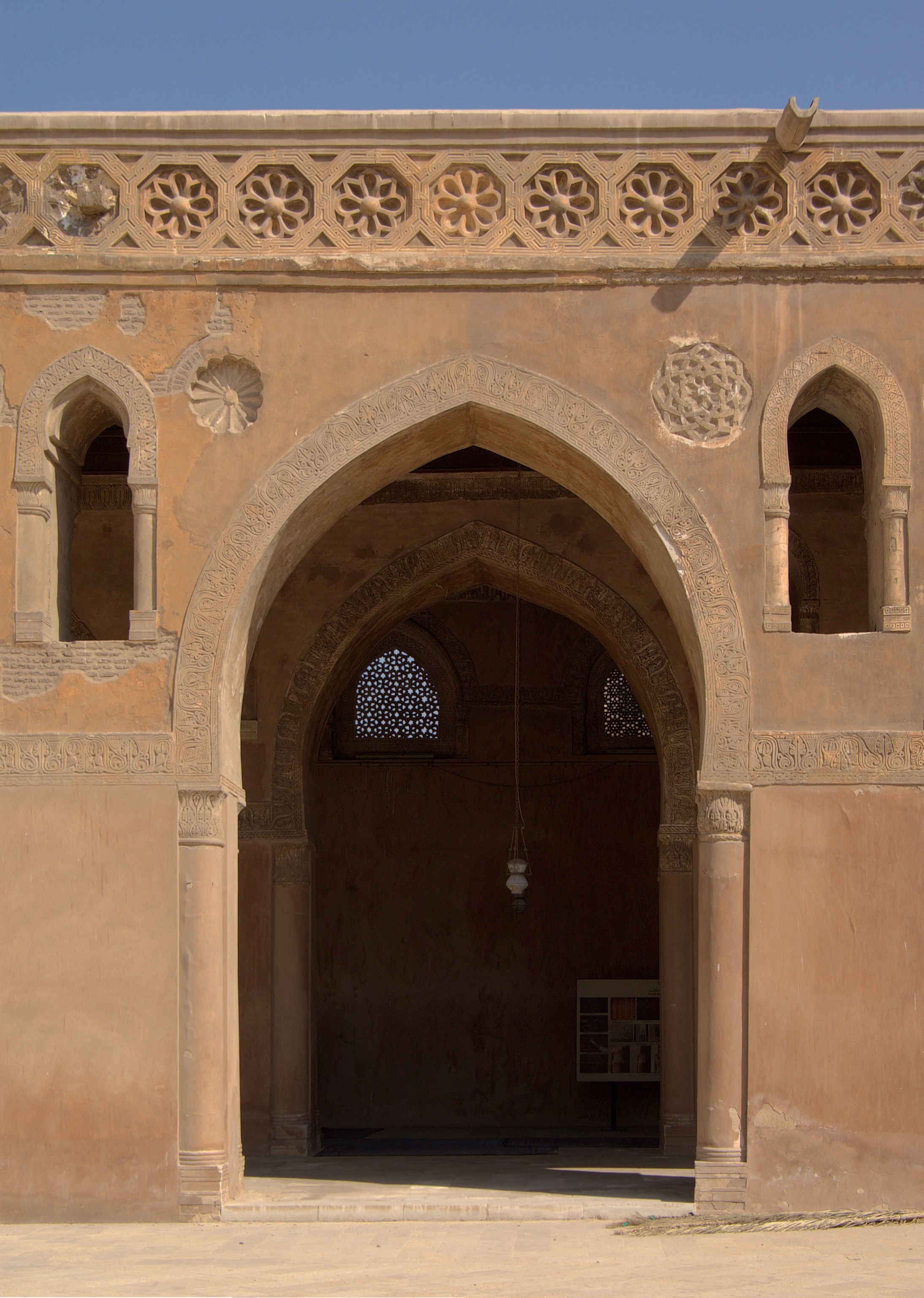
Moschea di Ibn Tulun: finestra con girih in stile con stelle a 10 punte (sul retro), con tondi floreali in esagoni che formano un fregio anteriore.

I Girih sono intrecci elaborati formati da cinque forme standardizzate. Lo stile è quello utilizzato in architettura islamica persiana e anche nella lavorazione del legno.
I disegni girih sono tradizionalmente realizzati per diverse tipologie tra cui il taglio a mattoni, gli stucchi e i mosaici su piastrelle di ceramica. Su legno, soprattutto nel periodo safavide, potrebbero essere stati applicati in telai reticolari o inseriti con pannelli come vetro colorato; o pannelli in mosaico utilizzati per decorare pareti e soffitti, sia sacri che profani. In architettura, forme girih decorative intrecciano superfici dal XV secolo al XX secolo. La maggior parte dei disegni sono basati su una griglia geometrica parzialmente nascosta che fornisce una serie regolare di punti; ciò è reso in un modello con 2, 3, 4, e 6 girih simmetrici che possono riempire la superficie. Il modello visibile sovrapposto alla griglia è anche geometrico, con stelle di 6, 8, 10 e 12 punte e una varietà di poligoni convessi, uniti da cinghie che tipicamente sembrano tessere sopra e sotto. Il modello visibile non coincide con le piastrelle sottostanti.

### Jali

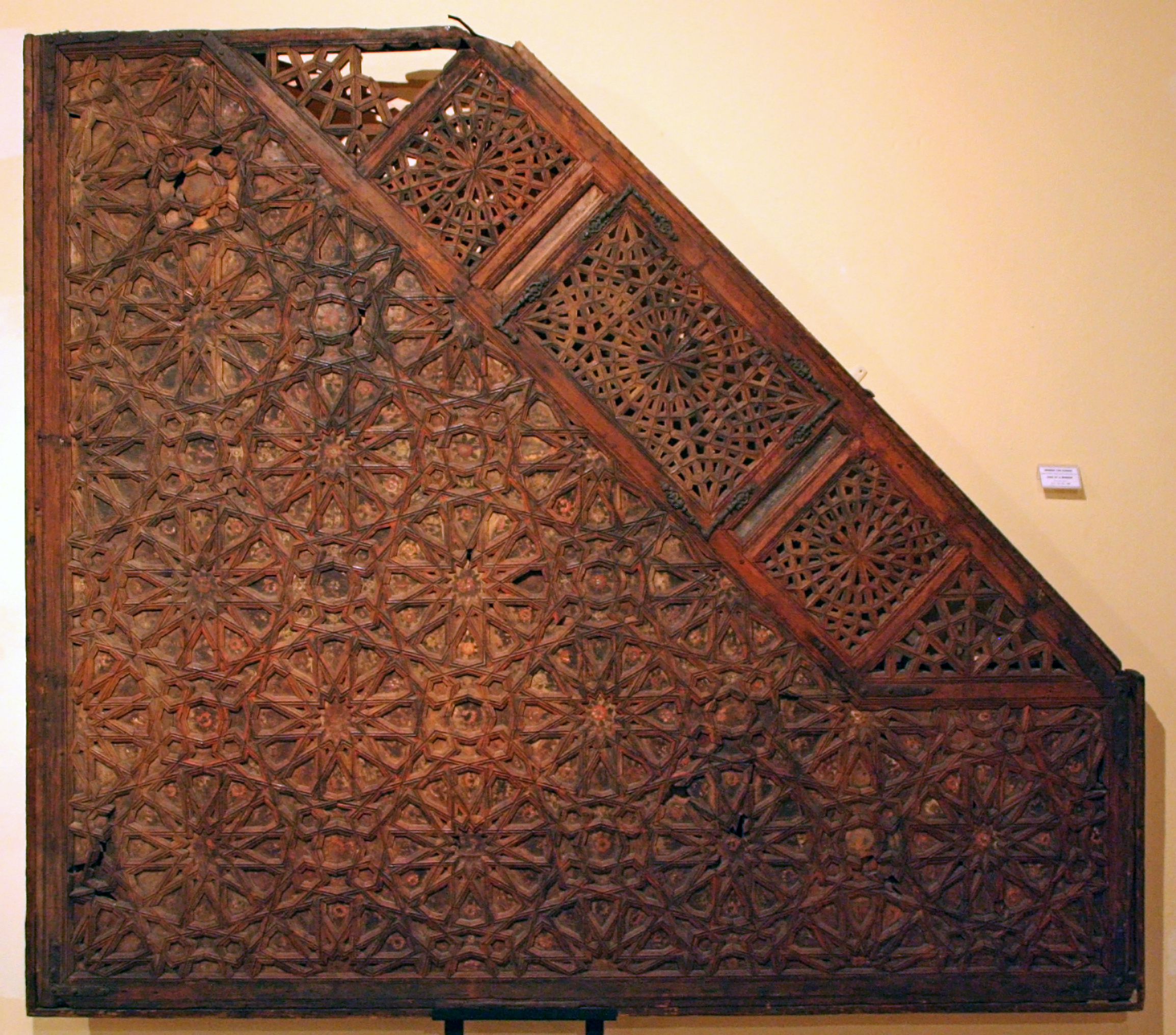
Jali sulla tomba di Salim Chisti, Fatehpur Sikri, India

I jali sono schermi di pietra forati con pattern ripetuti regolarmente. Essi sono caratteristici dell'architettura indo-islamica, ad esempio negli edifici della dinastia Mughal a Fatehpur Sikri e del Taj Mahal. I disegni geometrici uniscono poligoni come ottagoni e pentagoni con altre forme, come stelle a 5 e 8 punte. I modelli hanno sottolineato simmetrie e hanno suggerito l'infinito nella ripetizione. Il Jali è stato utilizzato per le finestre o i divisori, fornendo privacy, ma permettendo il passaggio di aria e luce. Il Jali costituisce un elemento di spicco dell'architettura dell'India. L'uso di pareti forate è diminuito con gli standard degli edifici moderni e il bisogno di sicurezza. Oggi, le pareti Jali sono semplificate, per esempio realizzate con blocchi di argilla o di cemento pre-stampato, sono resi popolari dall'architetto Laurie Baker. Finestre bucate in stile girih si trovano a volte in altre parti del mondo islamico, come ad esempio nelle finestre della Moschea di Ibn Tulun al Cairo.

### Kilim

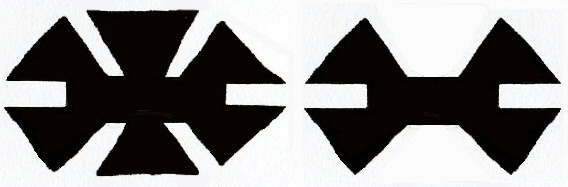
Alcuni motivi geometrici come il Bocca di Lupo (Kurt Aǧzi), per proteggere le greggi contro i lupi, sono spesso intrecciati in kilim tribali.

Un kilim è un tappeto islamico a tessuto piatto, sia per uso domestico o come tappeto da preghiera. Il modello è realizzato avvolgendo i fili di trama indietro sopra i fili di ordito quando viene raggiunto un limite di colore. Questa tecnica lascia un vuoto o fessura verticale, in modo che a volte vengono chiamati "a fessura". I Kilim sono spesso decorati con motivi geometrici con 2 o 4 pieghe a specchio o simmetrie rotazionali. Poiché la tessitura utilizza fili verticali e orizzontali le curve sono difficili da produrre e i modelli sono pertanto costituiti principalmente a bordi diritti. Certi modelli di Kilim sono spesso caratteristici di regioni specifiche. I motivi Kilim sono spesso simbolici e decorativi. Ad esempio, a bocca di lupo o un motivo a piedi di lupo (turco:Kurt Aǧzi, Kurt İzi) esprime 'i desideri per la protezione delle loro famiglie dei tessitori tribali' dai greggi di lupi.

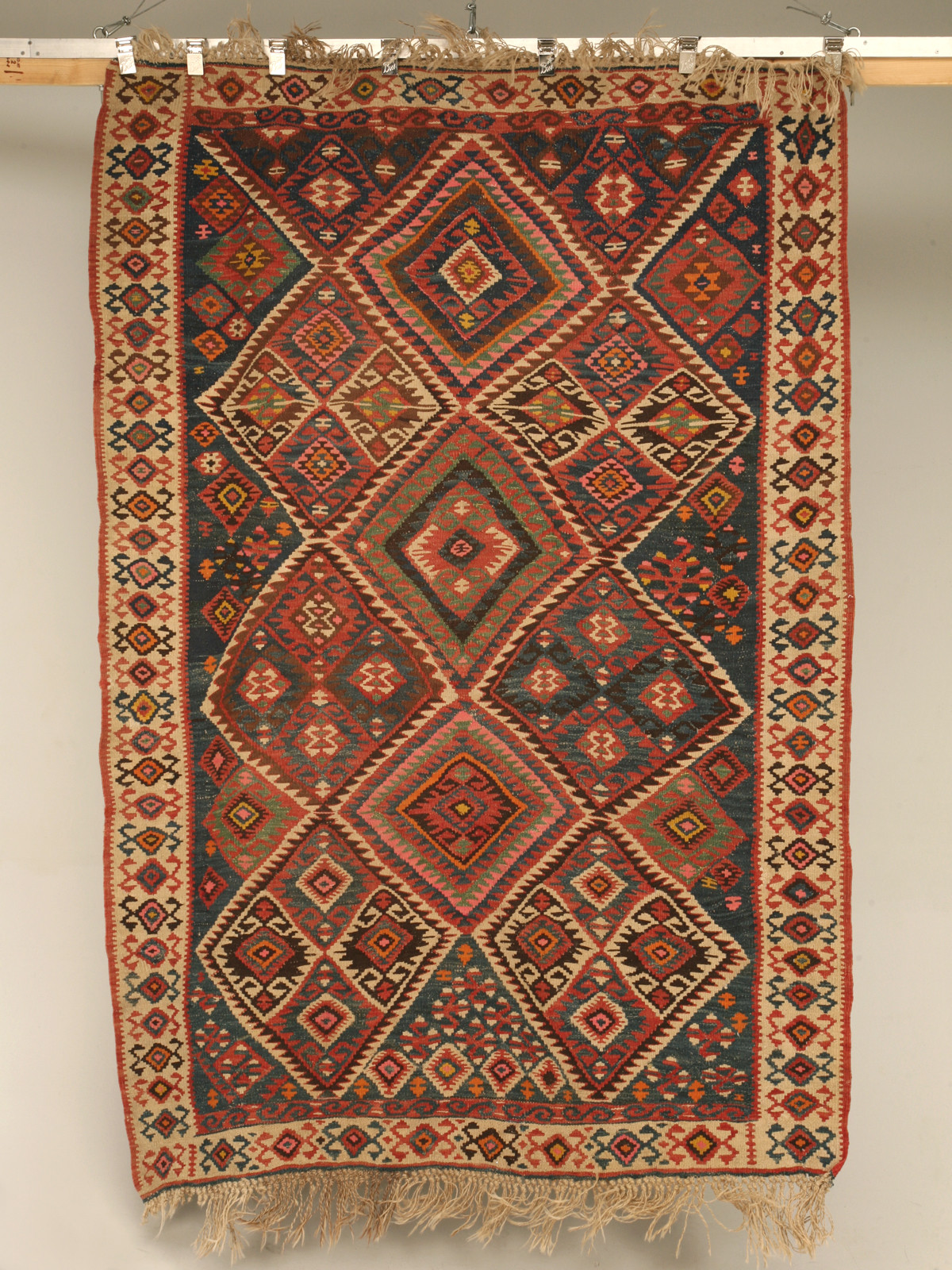
Pelle per la copertina di un libro di preghiere, Persia, XVI secolo

### Pelle
La pelle islamica è spesso lavorata con modelli simili a quelli già descritti. Libri con copertina di cuoio, a cominciare dal Corano in cui è stato escluso dalle opere d'arte figurativa, sono stati decorati con una combinazione di caratteri cufici, medaglioni e motivi geometrici, tipicamente delimitati da geometrie.

### Lavori su metallo

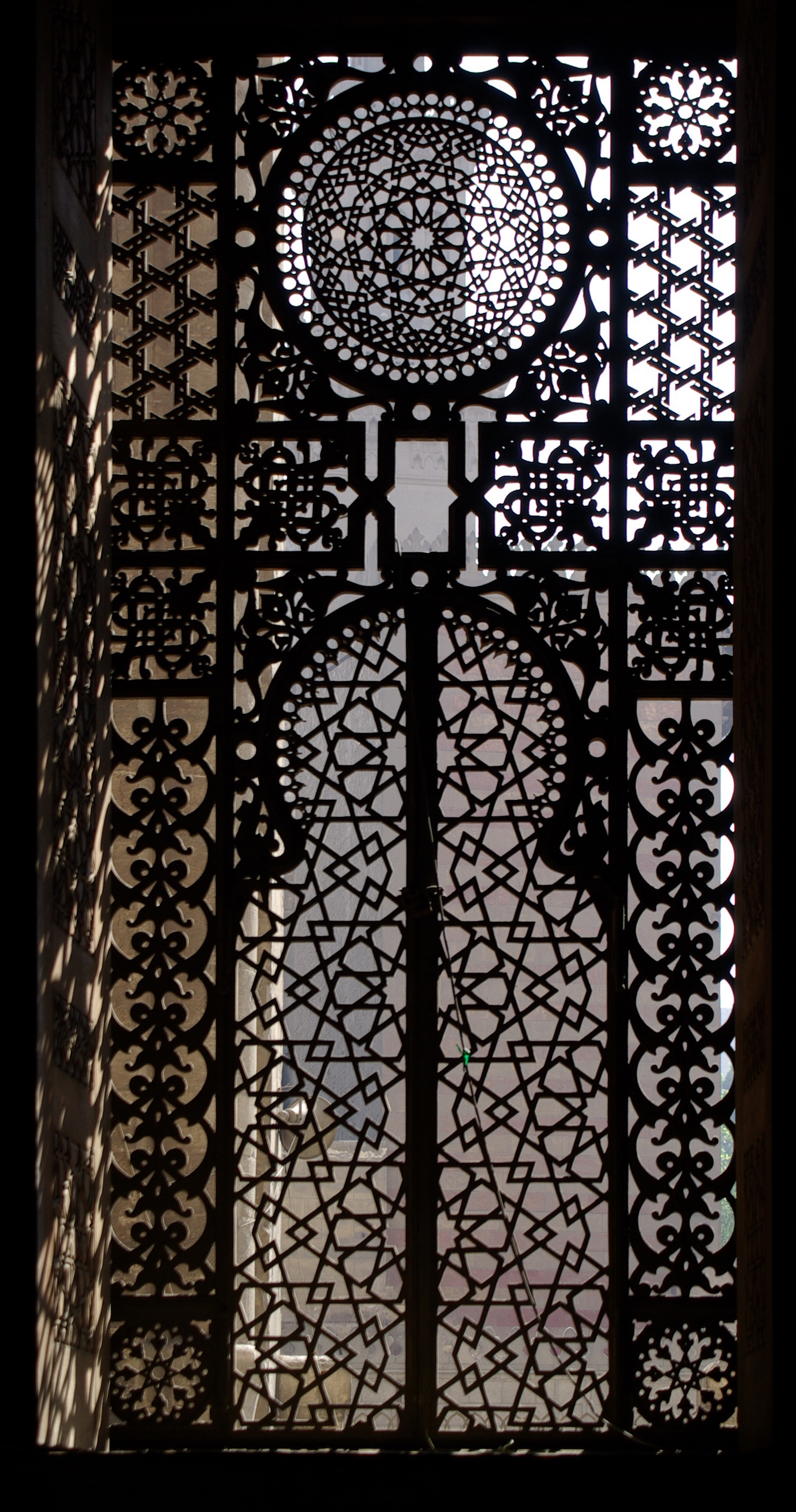
Particolare della porta di bronzo, Moschea-Madrassa del sultano Hassan, Cairo, decorato con lavori a strisce

I manufatti metallici condividono gli stessi disegni geometrici che vengono utilizzati in altre forme di arte islamica. Tuttavia, secondo Hamilton Gibb, l'enfasi è diversa: i motivi geometrici tendono ad essere utilizzati sul bordo, e se sono nella zona decorativa principale sono più spesso utilizzati in combinazione con altri motivi, quali disegni floreali, arabeschi, motivi di animali o scrittura calligrafica. I disegni geometrici islamici su metallo possono formare un reticolo decorato con questi motivi, oppure possono formare il modello di sfondo.
Anche quando gli oggetti metallici come ciotole e piatti non sembrano avere decorazione geometrica, i disegni, come gli arabeschi, sono spesso impostati in compartimenti ottagonali o disposti in fasce concentriche intorno all'oggetto. Sono utilizzati entrambi i modelli chiusi (non ripetuti) e i modelli aperti o ripetuti. Modelli intrecciati con stelle a sei punte erano particolarmente popolari a partire dal XII secolo. Eva Baer rileva che, mentre questo progetto era essenzialmente semplice, è stato elaborato da artigiani del metallo in modelli complicati intrecciati con arabeschi, a volte organizzati intorno a basi di modelli islamici, come ad esempio la struttura esagonale a sei cerchi sovrapposti.

### Muqarnas

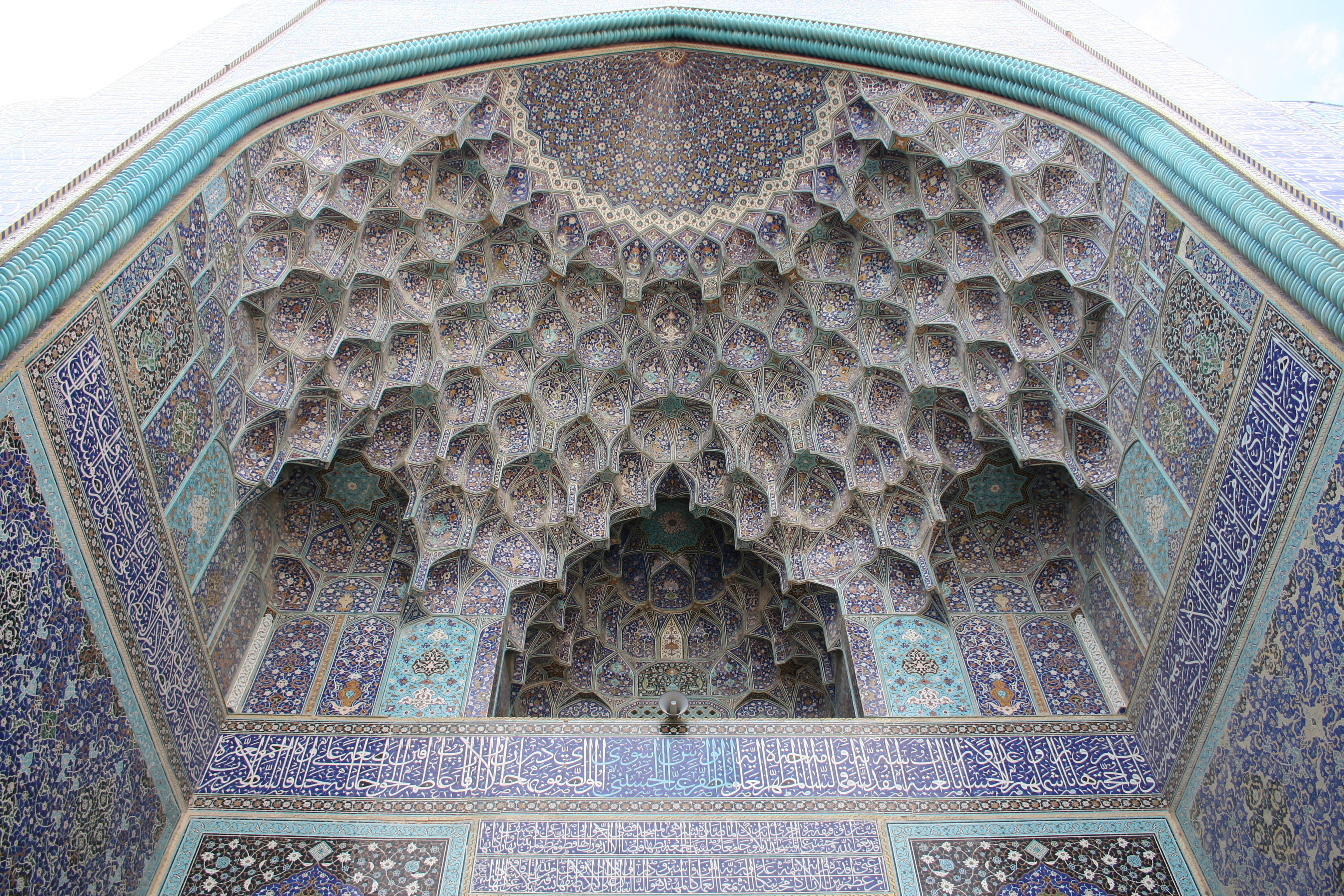
Muqarnas presso la Moschea Shah, Isfahan, Iran

Le muqarnas sono intagliate sui soffitti a semicupola, spesso usati nelle moschee. Essi sono tipicamente di stucco (e quindi non hanno una funzione strutturale), ma possono anche essere in legno, mattoni e pietra. Essi sono caratteristici dell'architettura islamica del Medioevo dalla Spagna e dal Marocco ad ovest, dalla Persia a est. Architettonicamente formano più livelli di pennacchi, diminuendo di dimensioni man mano che salgono. Essi sono spesso riccamente decorati.

### Le vetrate

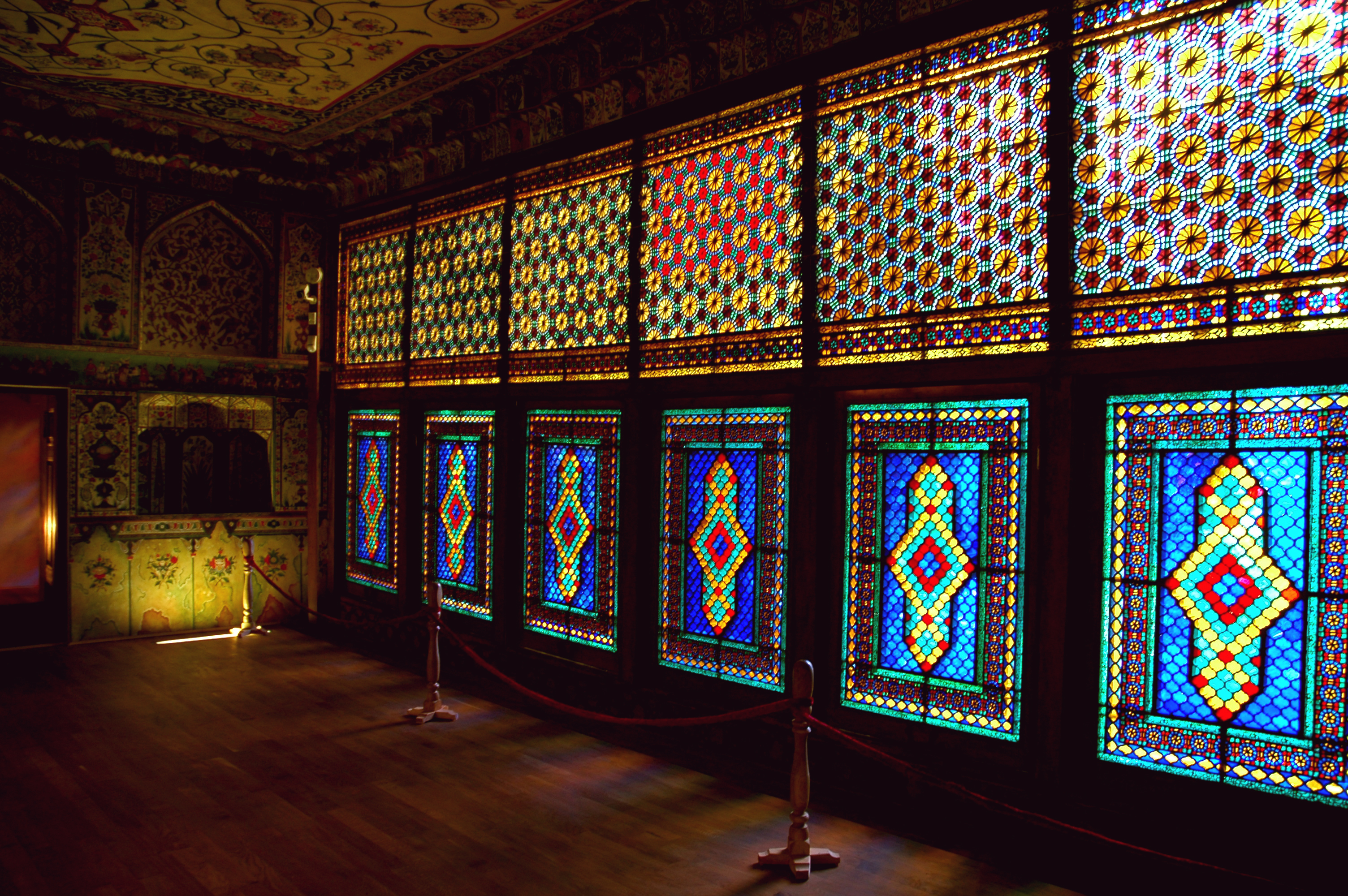
Motivo geometrico Shabaka su vetrata del 1797 Palazzo di Shaki Khan, Azerbaijan

Il vetro colorato geometricamente viene utilizzato in una varietà di modalità nell'architettura islamica. Si trova nella residenza estiva superstite del Palazzo di Shaki Khan, in Azerbaigian, costruito nel 1797. I modelli nelle finestre "Shabaka" comprendono stelle a 6, 8, e 12 punte. Queste finestre decorative incorniciate in legno sono caratteristiche dell'architettura del palazzo. Le Shabaka sono ancora costruite in modo tradizionale a Sheki nel XXI secolo. Le tradizioni del vetro colorato impostato in cornici di legno (non come in Europa) sopravvivono nei laboratori in Iran e in Azerbaigian. I vetri impostati e disposti con lo stucco in schemi simil-girih si trovano sia in Turchia che nelle terre arabe; un esempio tardo, senza il tradizionale equilibrio degli elementi di design, è stato fatto in Tunisia per l'Esposizione Internazionale coloniale di Amsterdam nel 1883. La vecchia città di Sanaa nello Yemen ha vetrate nei suoi edifici alti.

### Zellige

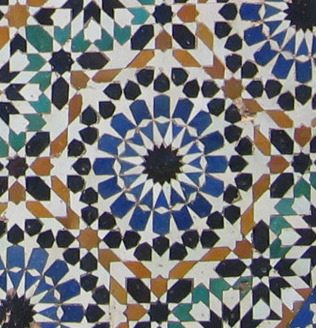
Zellige del palazzo El-Hedine, Meknès, Marocco

Zellige sono piastrelle in cotto smaltato fissate in gesso, che formano mosaici colorati, tra cui tassellazioni regolari e semiregolari. La tradizione è caratteristica del Marocco, ma si trova anche nella Spagna moresca. Lo Zellige viene utilizzato per decorare le moschee, gli edifici pubblici e le case private dei ricchi.

### Galleria d'immagini

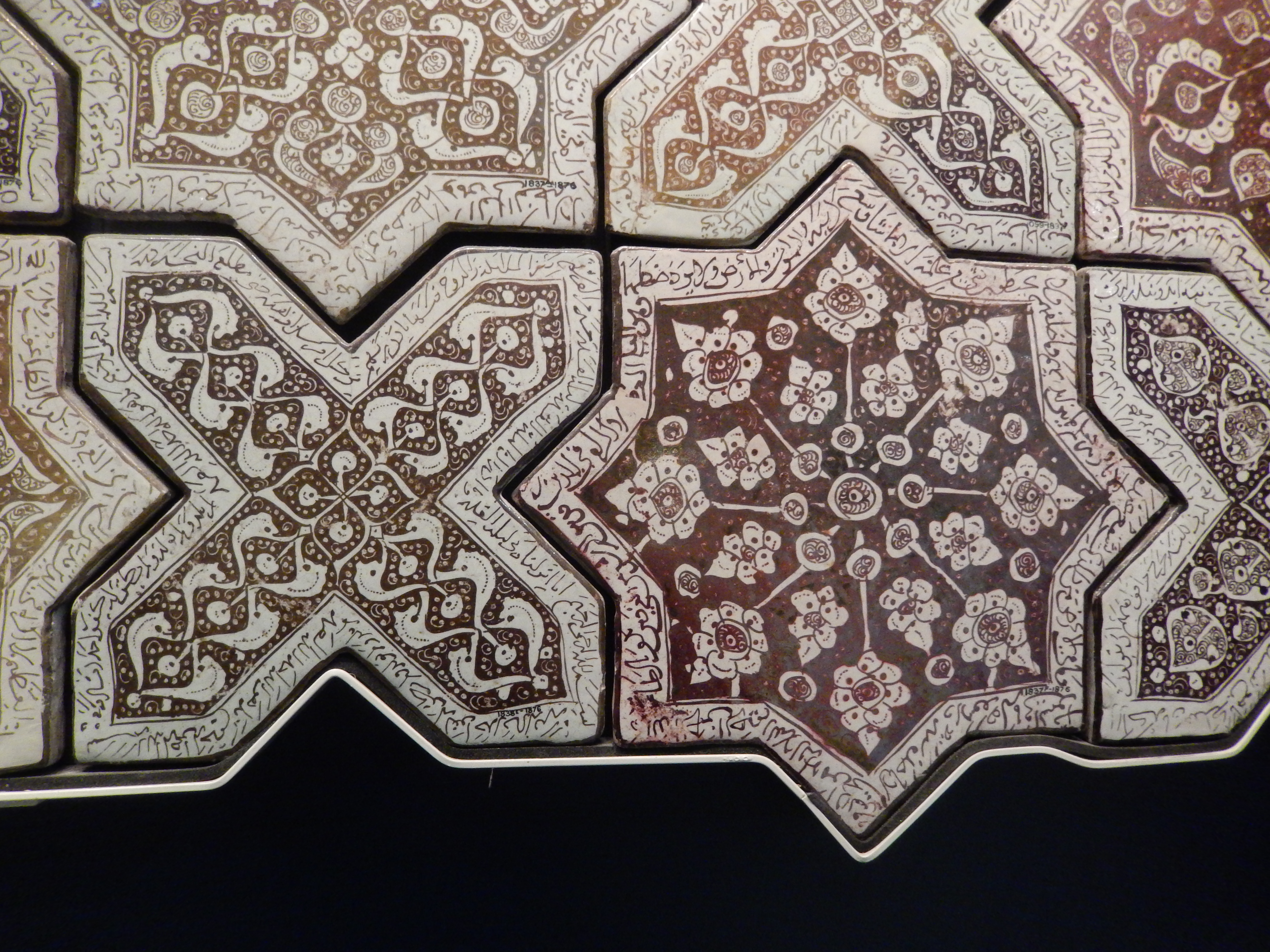
Piastrelle Lustre dall'Iran, probabilmente Kashan, 1262, nelle forme dei simboli sufi per il soffio divino
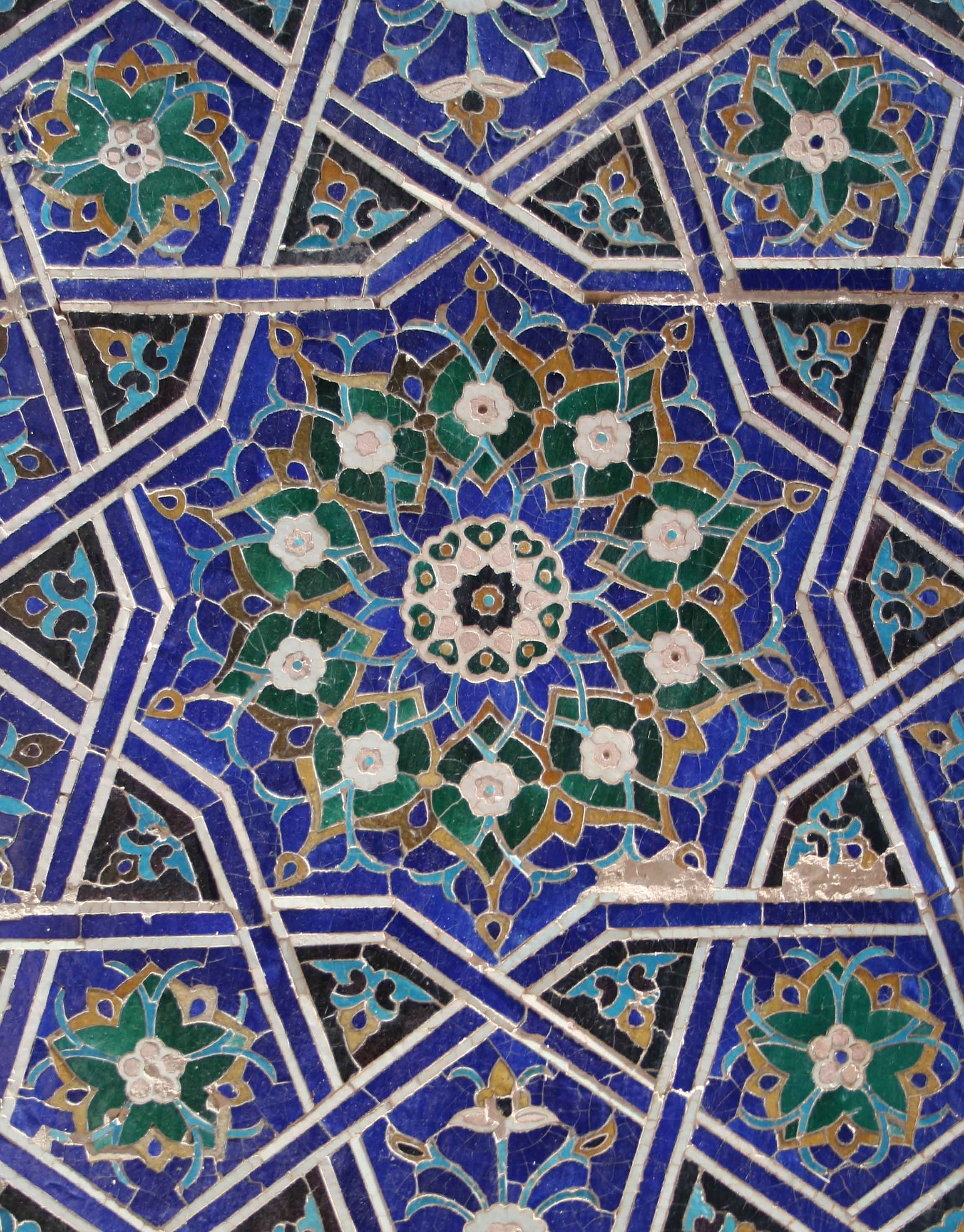
Lato di un Minbar (pulpito) in legno con stelle a 12 punte. XIV secolo. Museo di arte turca e islamica
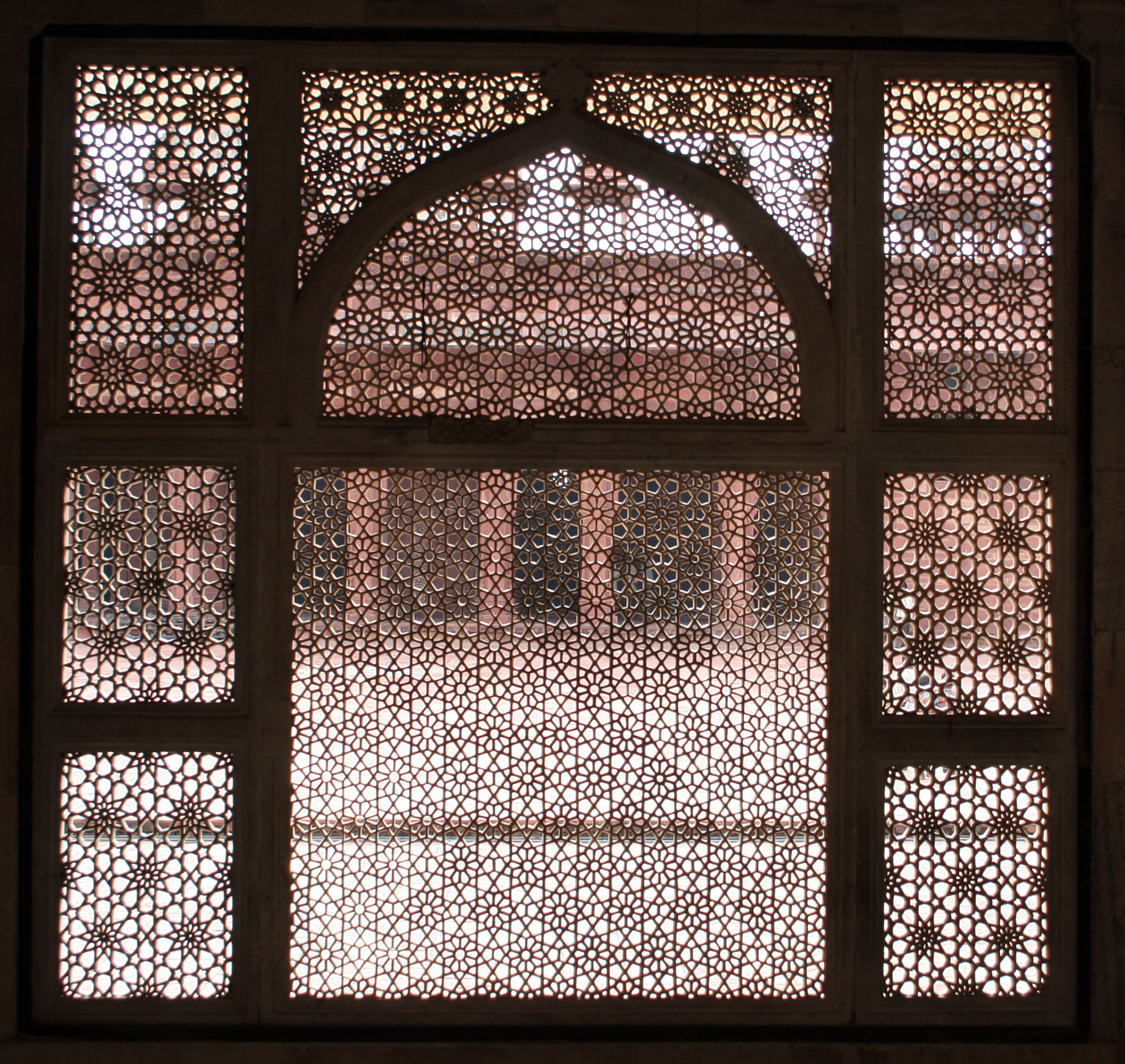
Kilim dalla Turchia
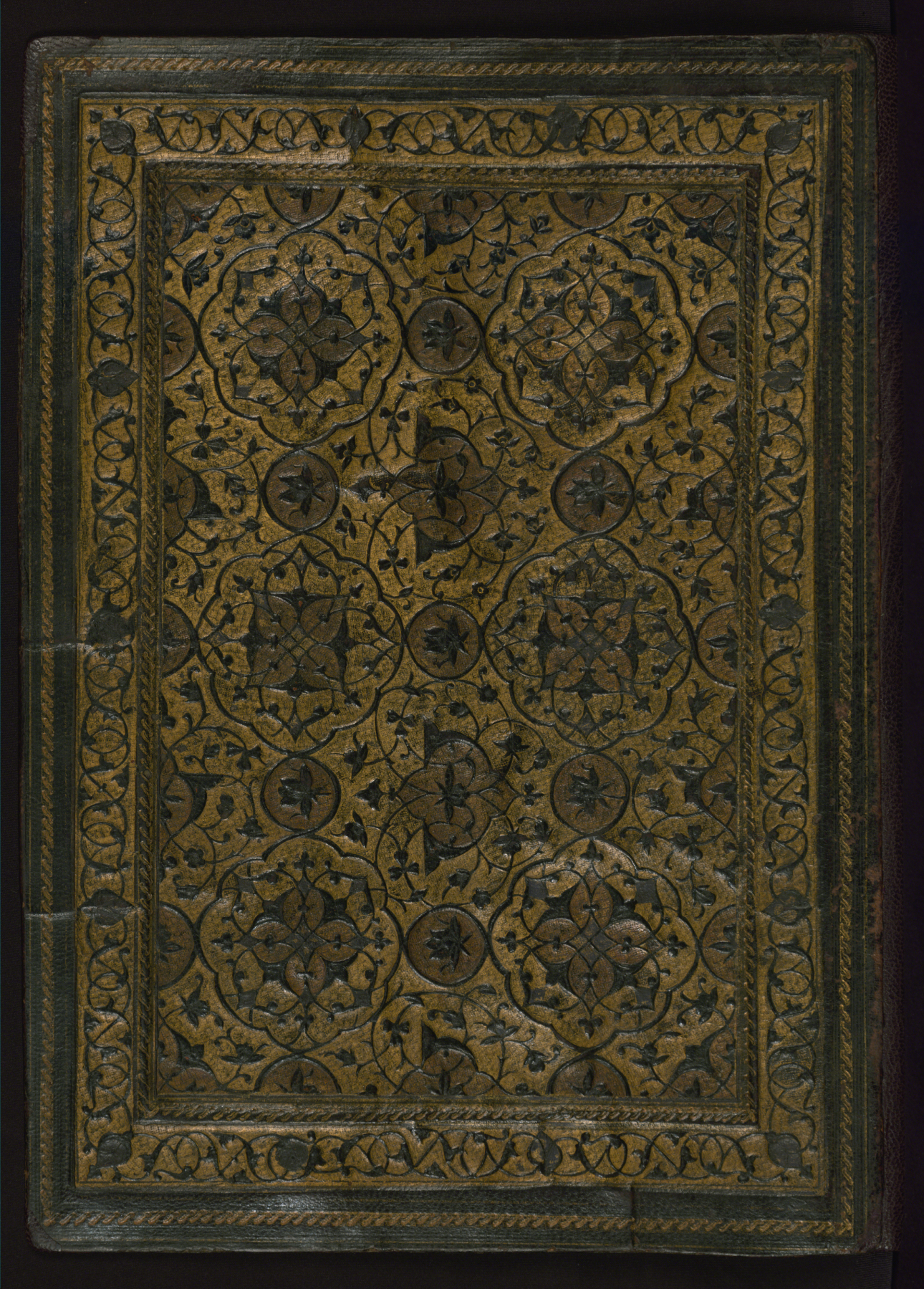
Cancello in ferro con stelle a 10 punte e aquiloni della Moschea Al-Rifai, Il Cairo (1869-1912)
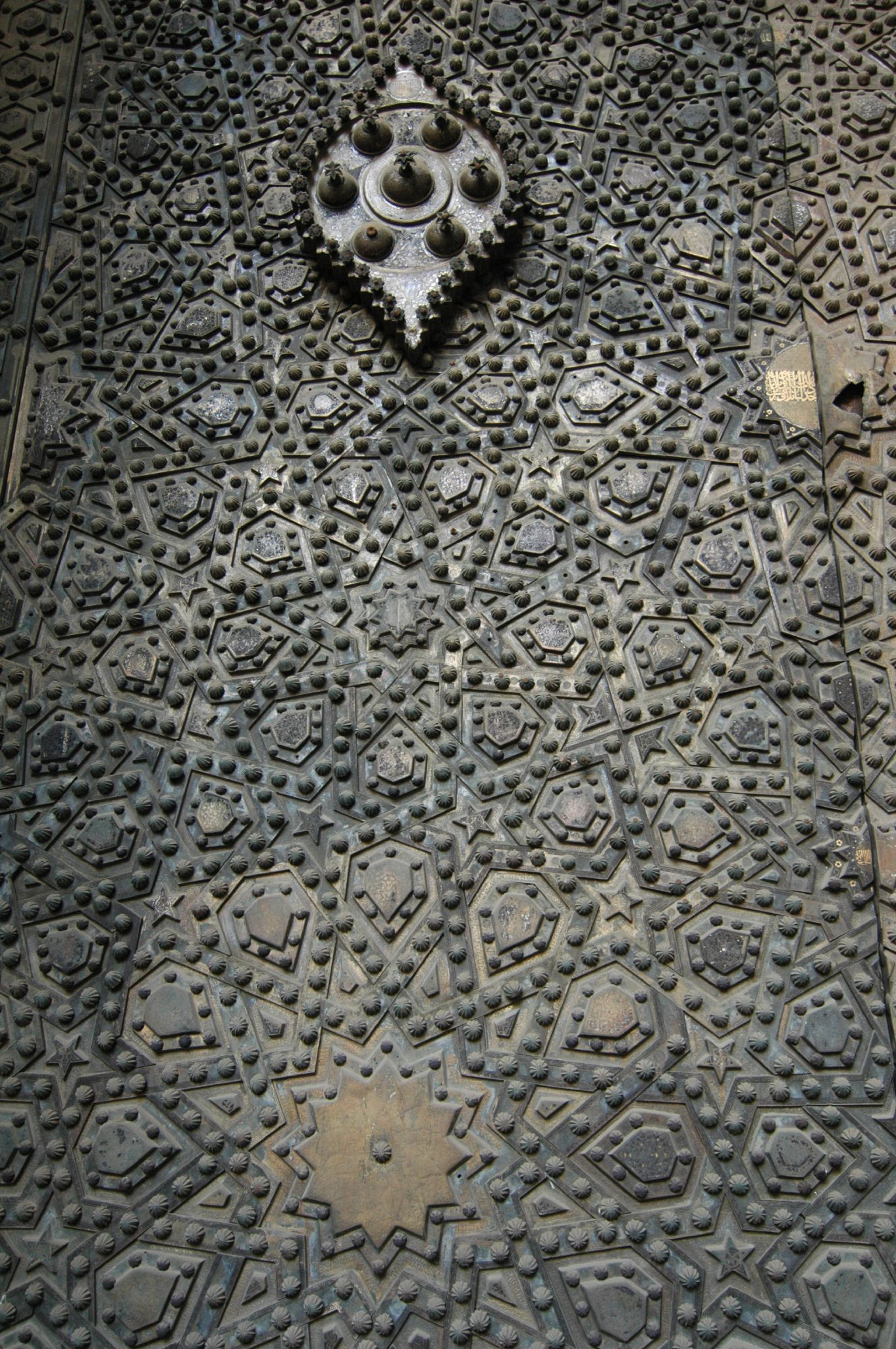
Portone in bronzo a Il Cairo
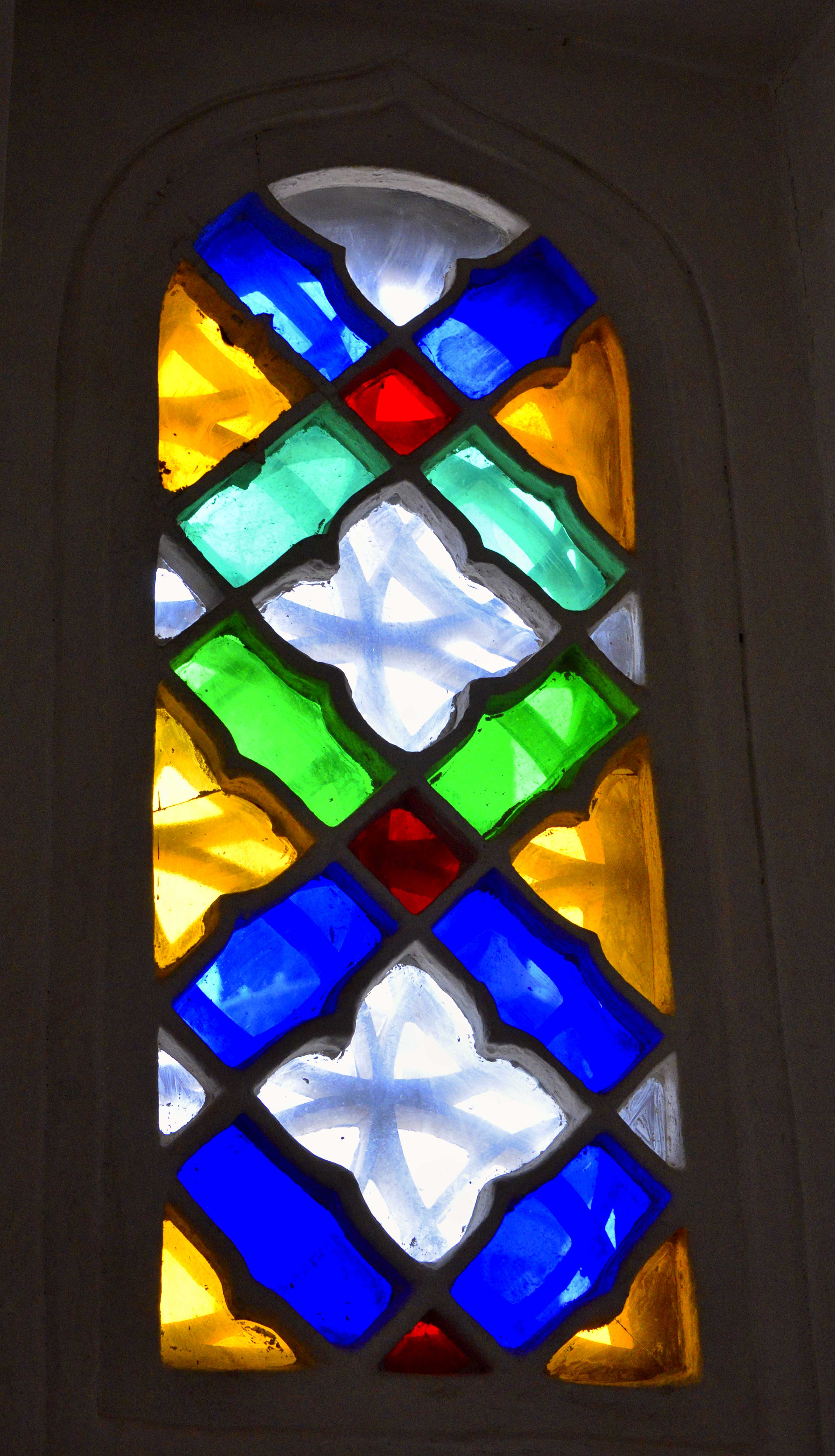
Finestra tradizionale, Sana'a, Yemen

## Nella cultura occidentale

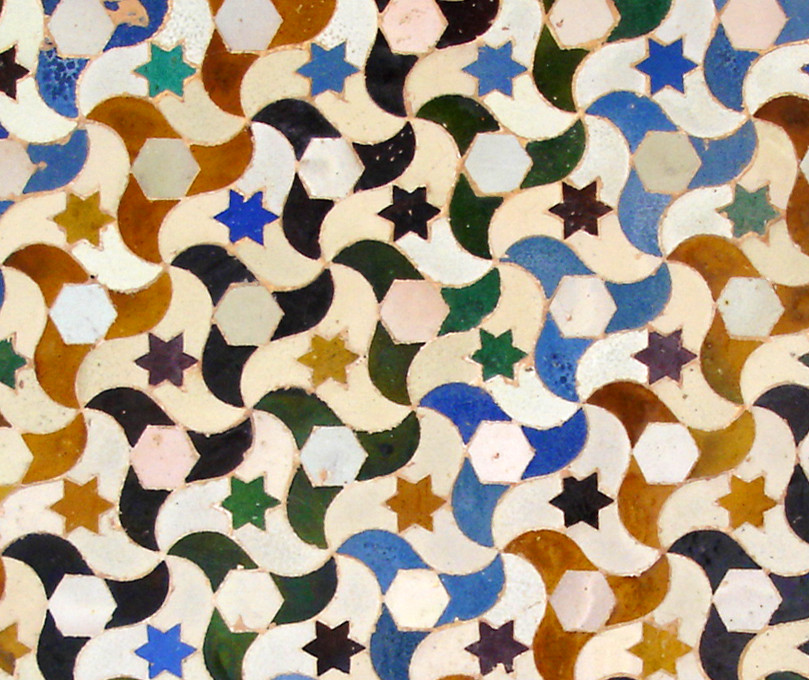
Una tassellatura di piastrelle in ceramica smaltata che formano motivi geometrici colorati nell'Alhambra, in Spagna, che ha ispirato M. C. Escher

A volte è supposto in Occidente che gli errori ripetitivi nei modelli islamici, come quelli sui tappeti fossero introdotti intenzionalmente come forma di umiltà, da artisti che credevano che solo Allah potesse produrre la perfezione: ma questa teoria è stata negata.

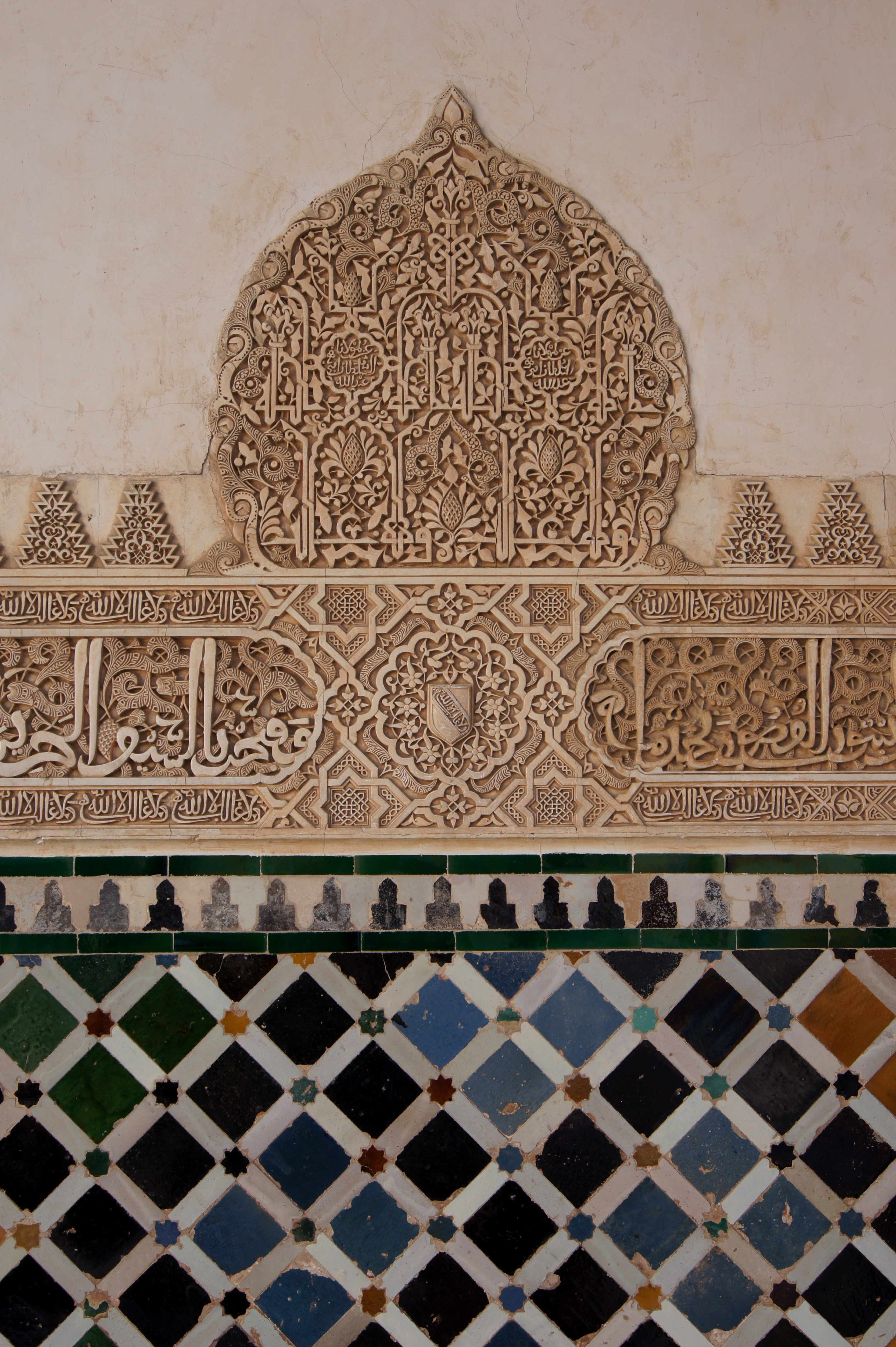
Tassellature, arabeschi e calligrafia su una parete del cortile Mirto, Alhambra, Granada, Spagna.

Le principali collezioni occidentali mantengono molti oggetti di materiali diversi con motivi geometrici islamici. Il Victoria and Albert Museum di Londra detiene almeno 283 di tali oggetti e materiali tra cui carte da parati, legno intagliato, legno intarsiato, terracotta e vetri, ottone, stucco, seta tessuta, avorio, e disegni a penna o a matita. Il Metropolitan Museum of Art di New York possiede 124 rilevanti pezzi medievali (1000-1400 d.C.) e oggetti recanti motivi geometrici islamici, tra cui un paio di minbar egiziani (pulpito) porte di quasi 2 metri di altezza in palissandro e di gelso intarsiato d'avorio ed ebano; e un intero miḥrāb (nicchia di preghiera) da Isfahan, decorato con mosaico policromo, e del peso di oltre 2.000 kg.
L'artista olandese M. C. Escher è stato ispirato dai disegni decorativi intricati dell'Alhambra per studiare la matematica delle tassellature, trasformando il suo stile e influenzando il resto della sua carriera artistica. Secondo le sue stesse parole, era "la più ricca fonte di ispirazione che io abbia mai sfruttato."
Organizzazioni culturali come la Mathematical Sciences Research Institute e l'Institute for Advanced Study hanno creato eventi sui motivi geometrici e gli aspetti connessi all'arte islamica. Nel 2013 il Centro di Design di Istanbul e la Fondazione Ensar promuovevano ciò che dicevano essere il primo simposio di Arte Islamica e motivi geometrici, a Istanbul. La conferenza comprendeva gli esperti di disegno geometrico islamico Carol Bier, Jay Bonner, Eric Broug, Hacali Necefoğlu e Reza Sarhangi. In Gran Bretagna, la Prince's School of Traditional Arts gestisce una serie di corsi di arte islamica, tra cui la geometria, la calligrafia, e gli arabeschi (forme vegetali), creazione di una piastrella, e sculture in gesso.
La computer grafica e la produzione automatizzata permettono di progettare e produrre in modo efficace ed economico i motivi geometrici islamici. Craig S. Kaplan spiega e illustra nel suo dottorato di ricerca la tesi su come i modelli islamici a stella possono essere generati algoritmicamente.
I due fisici, Peter J. Lu e Paul Steinhardt, hanno suscitato polemiche nel 2007, sostenendo  che i modelli di girih utilizzati nel santuario Darb-e Imam  a Isfahan determinano una struttura a piastrelle quasi-periodica simile a quella scoperta da Roger Penrose nel 1973. Essi hanno dimostrato che, piuttosto che il tradizionale metodo di costruzione col righello e col compasso, è stato possibile creare i disegni girih utilizzando una serie di cinque "girih", tutti i poligoni equilateri, secondariamente decorati con linee (per la striscia).

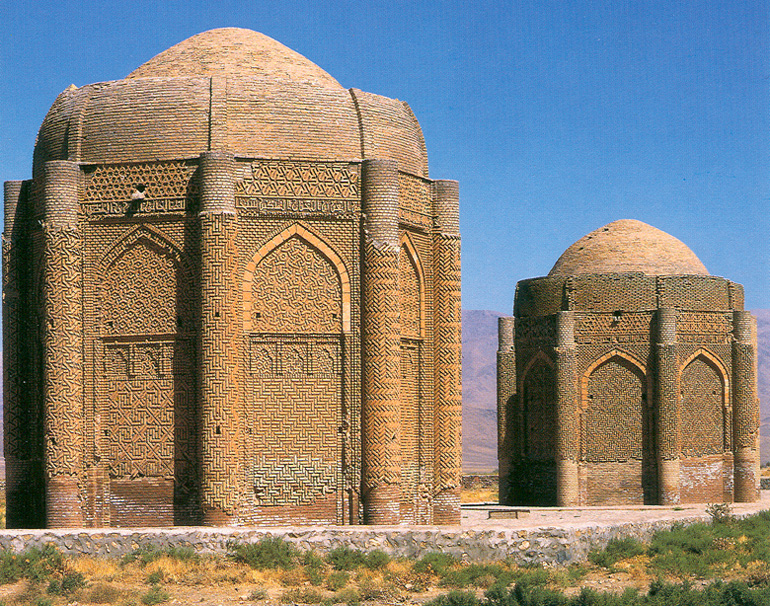
Le torri tomba di due principi selgiuchidi a Kharaghan, nel Qazvin in Iran, ricoperte di modelli di mattoni diversi, come quelli che hanno ispirato Ahmad Rafsanjani per creare materiali auxetici.

Nel 2016, Ahmad Rafsanjani ha descritto l'uso dei motivi geometrici islamici dalle torri tombali in Iran per creare materiali auxetici da fogli di gomma forata. Questi sono stabili sia in uno stato di contrazione che in uno stato espanso, e possono passare tra i due, il che potrebbe essere utile negli stent chirurgici o nei componenti dei veicoli spaziali. Quando un materiale convenzionale è allungato lungo un asse o si contrae lungo gli altri assi (perpendicolare nel tratto). Ma i materiali auxetici si espandono perpendicolarmente alla trazione. La loro struttura interna gli consente questo comportamento insolito che ispira due dei 70 modelli islamici che Rafsanjani ha osservato sulle torri tomba.

### Esplicative
1. ↑  Critchlow è un professore di architettura, e l'autore di un libro sui modelli islamici.
2. ↑  Wade è l'autore di una serie di libri sui modelli nelle varie forme d'arte.
3. ↑  Behrens-Abouseif è un professore di storia dell'arte e dell'architettura al SOAS.
4. ↑  Uno di questi luoghi è il Mustansiriya Madrasah a Baghdad, come illustrato da Broug
5. ↑  Baer è professoressa emerita di Studi Islamici all'Università di Tel Aviv
6. ↑  Bier è uno storico dell'arte islamica che studia i modelli
7. ↑  Bonner Archiviato l'8 dicembre 2015 in Internet Archive. è un architetto specializzato in ornamento islamico
8. ↑  Broug scrive libri e gestisce corsi di disegno geometrico islamico Archiviato l'8 aprile 2019 in Internet Archive.
9. ↑  Necefoğlu è un professore di chimica presso l'Università Kafkas Archiviato il 5 maggio 2018 in Internet Archive. interessato ai modelli e alla cristallografia.
10. ↑  Sarhangi Archiviato il 27 novembre 2015 in Internet Archive. è il fondatore dell'organizzazione Ponti. Studia la matematica dell'architettura persiana e il design del mosaico.

### Bibliografiche
1. ↑   Malikka Bouaissa, The crucial role of geometry in Islamic art, su alartemag.be, Al Arte Magazine, 27 luglio 2013. URL consultato il 1º dicembre 2015 (archiviato dall'url originale il 27 marzo 2019).
2. 1 2   Geometric Patterns in Islamic Art, su Heilbrunn Timeline of Art History, Metropolitan Museum of Art. URL consultato il 1º dicembre 2015.
3. 1 2 3 4   Ernest Hanbury Hankin, The Drawing of Geometric Patterns in Saracenic Art. Memoirs of the Archaeological Survey of India No. 15, Government of India Central Publication Branch, 1925.
4. ↑   Critchlow, Keith, Islamic Patterns : an analytical and cosmological approach, Thames and Hudson, 1976, ISBN 0-500-27071-6.
5. ↑   Field, Robert, Geometric Patterns from Islamic Art & Architecture, Tarquin Publications, 1998, ISBN 978-1-899618-22-4.
6. ↑   David Wade, The Evolution of Style, su Pattern in Islamic Art. URL consultato il 12 aprile 2016 (archiviato dall'url originale il 19 maggio 2022).
«Gran parte dell'arte dell'Islam, sia in architettura, ceramiche, tessuti o libri, è l'arte della decorazione - vale a dire, di trasformazione. L'obiettivo, tuttavia, non è mai soltanto l'ornamento, ma piuttosto la trasfigurazione. I vasti edifici delle moschee si trasformano in leggerezza e modelli; le pagine decorate di un Corano possono diventare finestre sull'infinito. Forse la cosa più importante, la Parola, espressa in variazioni infinite calligrafiche, trasmettono sempre l'impressione che siano più duraturi rispetto agli oggetti su cui è iscritto.»
7. ↑   Doris Behrens-Abouseif, Beauty in Arabic Culture, Markus Wiener, 1999,  pp. 7-8, ISBN 978-1-55876-199-5.
8. ↑   Broug, Eric, Islamic Geometric Patterns, Thames and Hudson, 2008,  pp. 183–185, 193, ISBN 978-0-500-28721-7.
9. ↑   Zarah Hussain, Introduction to Islamic art, su bbc.co.uk, BBC, 30 giugno 2009. URL consultato il 1º dicembre 2015.
10. ↑   Alex Bellos e Eric Broug (Illustrator), Muslim rule and compass: the magic of Islamic geometric design, su theguardian.com, The Guardian, 10 febbraio 2015. URL consultato il 1º dicembre 2015.
11. ↑    TED-Ed, The complex geometry of Islamic design - Eric Broug, 14 maggio 2015. URL consultato l'11 aprile 2017.
12. ↑   Roman Verostko, Algorithmic Art, su verostko.com, 1999  [1994].
13. 1 2   Richard Henry, Geometry – The Language of Symmetry in Islamic Art, su Art of Islamic Pattern. URL consultato il 1º dicembre 2015.
14. 1 2   John Lockerbie, Islamic Design: Arabic / Islamic geometry 01, su Catnaps.org. URL consultato il 2 dicembre 2015.
15. ↑   Islamic Art and Geometric Design, su moha.center, MOHA, 2014. URL consultato il 3 dicembre 2015 (archiviato dall'url originale il 3 dicembre 2015).
16. ↑   Gülru Necipoğlu, Geometric Design in Timurid/Turkmen Architectural Practice: Thoughts on a Recently Discovered Scroll and Its Late Gothic Parallels (PDF), collana Timurid Art and Culture – Iran and Central Asia in the Fifteenth Century (eds (Golombek, L. and Subtelny, M.), E.J. Brill, 1992. URL consultato il 3 maggio 2019 (archiviato dall'url originale il 22 dicembre 2015).
17. ↑   Saliba, George, Artisans and Mathematicians in Medieval Islam. The Topkapi Scroll: Geometry and Ornament in Islamic Architecture by Gülru Necipoğlu (Review), in Journal of the American Oriental Society, vol. 119, n. 4, 1999,  pp. 637-645.
18. ↑   van den Hoeven, Saskia, van der Veen, Maartje, Muqarnas-Mathematics in Islamic Arts (PDF), su wiskuu.nl. URL consultato il 15 gennaio 2016 (archiviato dall'url originale il 27 settembre 2013).
19. ↑   R. Perez-Gomez, The Four Regular Mosaics Missing in the Alhambra (PDF), in Comput. Math. Applic., vol. 14, n. 2, 1987,  pp. 133-137.
20. ↑   Branko Grünbaum, What Symmetry Groups Are Present in the Alhambra? (PDF), in Notices of the AMS, vol. 53, n. 6, June 2006,  pp. 670-673.
21. ↑   Y. Aboufadil, A. Thalal e M. A. E. Raghni, Symmetry groups of Moroccan geometric woodwork patterns, in Journal of Applied Crystallography, vol. 46, 2013,  pp. 1834-1841, DOI:10.1107/S0021889813027726.
22. 1 2 3 4 5 6 7   Abdullahi, Yahya; Bin Embi, Mohamed Rashid, Evolution of Islamic geometric patterns, in Frontiers of Architectural Research, vol. 2, n. 2, 2013,  pp. 243-251, DOI:10.1016/j.foar.2013.03.002.
23. 1 2   Geometric Decoration and the Art of the Book. Ceramics, su discoverislamicart.org, Museum with no Frontiers. URL consultato il 7 dicembre 2015.
24. 1 2 3 4 5   Gereh-Sāzī, su iranicaonline.org, Encyclopaedia Iranica. URL consultato il 2 dicembre 2015.
25. 1 2   For Educators: Geometric Design in Islamic Art: Image 15, su metmuseum.org, Metropolitan Museum of Art. URL consultato il 2 dicembre 2015.
26. 1 2   Muhammad Thompson e Nasima Begum, Islamic Textile Art and how it is Misunderstood in the West – Our Personal Views, su turkotek.com, Salon du Tapis d'Orient. URL consultato il 3 dicembre 2015.
27. 1 2   Geometric Decoration and the Art of the Book. Leather, su discoverislamicart.org, Museum with no Frontiers. URL consultato il 7 dicembre 2015.
28. 1 2   Sir Hamilton Alexander Rosskeen Gibb, The Encyclopaedia of Islam, Brill Archive, 1954,  pp. 990-992, GGKEY:N71HHP1UY5E.
29. 1 2   Yasser Tabbaa, The Muqarnas Dome: Its Origin and Meaning, su Archnet,  pp. 61-74. URL consultato il 2 dicembre 2015 (archiviato dall'url originale l'8 dicembre 2015).
30. 1 2   King, David C. King, Azerbaijan, Marshall Cavendish, 2006,  p. 99, ISBN 978-0-7614-2011-8.
31. 1 2   Raphael Chijioke Njoku, Culture and Customs of Morocco, Greenwood Publishing Group, 2006,  p. 58, ISBN 978-0-313-33289-0.
32. ↑   Flask | V&A Search the Collections, su collections.vam.ac.uk. URL consultato il 24 maggio 2016.
33. ↑   Gereh-Sazi, su english.tebyan.net, Tebyan, 20 agosto 2011. URL consultato il 4 dicembre 2015.
34. ↑   intypes. perforate, su intypes.cornell.edu, Cornell University. URL consultato il 18 gennaio 2016.
35. ↑   Satyaprakash Varanashi, The multi-functional jaali, in The Hindu, 30 gennaio 2011. URL consultato il 18 gennaio 2016.
36. ↑   Luca Mozzati, Islamic Art, Prestel, 2010,  p. 27, ISBN 978-3-7913-4455-3.
37. ↑   CARPETS v. Flat-woven carpets: Techniques and structures, su iranicaonline.org, Encyclopædia Iranica. URL consultato il 3 dicembre 2015.
38. ↑   Turkish Kilim Rug, su Through the Collector's Eye. URL consultato il 3 dicembre 2015.
39. ↑   Erbek, Güran, Kilim Catalogue No. 1, May Selçuk A. S. Edition=1st, 1998.
40. ↑   Eva Baer, Metalwork in Medieval Islamic Art, SUNY Press, 1983,  pp. 122-132, ISBN 978-0-87395-602-4.
41. ↑   Azad Sharifov, Shaki Paradise in the Caucasus Foothills, in Azerbaijan International Magazine, vol. 6, n. 2, 1998,  pp. 28-35.
42. ↑   Marina Alin, Wood, glass, geometry – stained glass in Iran and Azerbaijan, su islamic-arts.org, Islamic Arts & Architecture, 21 gennaio 2014. URL consultato il 18 gennaio 2016 (archiviato dall'url originale il 26 gennaio 2016).
43. ↑   Carved stucco and stained glass window, su islamic-arts.org, Islamic Arts & Architecture, 16 dicembre 2011. URL consultato il 18 gennaio 2016 (archiviato dall'url originale il 26 gennaio 2016).
44. ↑   Eri c Hansen, Sana’a Rising – "a Venice built on sand.", su islamic-arts.org, Islamic Arts & Architecture, 21 dicembre 2011. URL consultato il 18 gennaio 2016 (archiviato dall'url originale il 26 gennaio 2016).
45. ↑   Locher, J. L., The World of M. C. Escher, Abrams, 1971,  p. 17, ISBN 0-451-79961-5.
46. ↑   Thompson, Muhammad e Begum, Nasima, Islamic Textile Art: Anomalies in Kilims, su Salon du Tapis d'Orient, TurkoTek. URL consultato il 25 agosto 2009.
47. ↑   Melvin L. Alexenberg, The future of art in a digital age: from Hellenistic to Hebraic consciousness, Intellect, 2006,  p. 55, ISBN 1-84150-136-0.
48. ↑   Backhouse, Tim, Only God is Perfect, su Islamic and Geometric Art. URL consultato il 25 agosto 2009.
49. ↑   Search the Collections "Islamic geometric pattern", su collections.vam.ac.uk, Victoria and Albert Museum. URL consultato il 2 dicembre 2015.
50. ↑   Islamic geometric pattern A.D. 1000–1400, su metmuseum.org, Metropolitan Museum of Art. URL consultato il 2 dicembre 2015.
51. ↑   Pair of Minbar Doors, su metmuseum.org, Metropolitan Museum of Art. URL consultato il 2 dicembre 2015.
52. ↑   Mihrab (Prayer Niche), su metmuseum.org, Metropolitan Museum of Art. URL consultato il 2 dicembre 2015.
53. ↑   InStoria - Dall'Islam alla Matematica, su instoria.it. URL consultato il 25 maggio 2016.
54. ↑   Greg Roza, An Optical Artist: Exploring Patterns and Symmetry, Rosen Classroom, 2005,  p. 20, ISBN 978-1-4042-5117-5.
55. ↑   J. T. Monroe, Hispano-Arabic Poetry: A Student Anthology, Gorgias Press LLC, 2004,  p. 65, ISBN 978-1-59333-115-3.
56. ↑   J. J. O'Connor e E. F. Robertson, Maurits Cornelius Escher, su Biographies, University of St Andrews, May 2000. URL consultato il 2 novembre 2015 (archiviato dall'url originale il 25 settembre 2015).
57. ↑   Geometric Patterns in Islamic Art, su National Math Festival. URL consultato il 3 dicembre 2015 (archiviato dall'url originale l'8 dicembre 2015).
58. ↑   Istanbul hosts first ever Islamic geometric arts symposium, su World Bulletin, 25 settembre 2013. URL consultato il 3 dicembre 2015.
59. ↑   Introduction to Islamic Art, su psta.org.uk, The Prince's School of Traditional Arts. URL consultato il 4 dicembre 2015 (archiviato dall'url originale il 3 dicembre 2015).
60. ↑   Craig S. Kaplan, Computer Graphics and Geometric Ornamental Design: Chapter 3. Islamic Star Patterns, su cgl.uwaterloo.ca, University of Waterloo (PhD thesis), 2002. URL consultato il 4 dicembre 2015 (archiviato dall'url originale il 30 dicembre 2015).
61. ↑   P. J. Lu e P. J. Steinhardt, Decagonal and Quasi-crystalline Tilings in Medieval Islamic Architecture, in Science, vol. 315, 2007,  pp. 1106-1110, DOI:10.1126/science.1135491. URL consultato il 24 maggio 2016 (archiviato dall'url originale l'8 dicembre 2015).
62. ↑  Illustrato sopra.
63. ↑   Philip Ball, Islamic tiles reveal sophisticated maths, su nature.com, Nature, 22 febbraio 2007. URL consultato il 4 dicembre 2015.
64. ↑   Jonathan Webb, Islamic art inspires stretchy, switchable materials, su bbc.co.uk, British Broadcasting Corporation, 16 marzo 2016. URL consultato il 16 marzo 2016.